# Karl Liebknecht

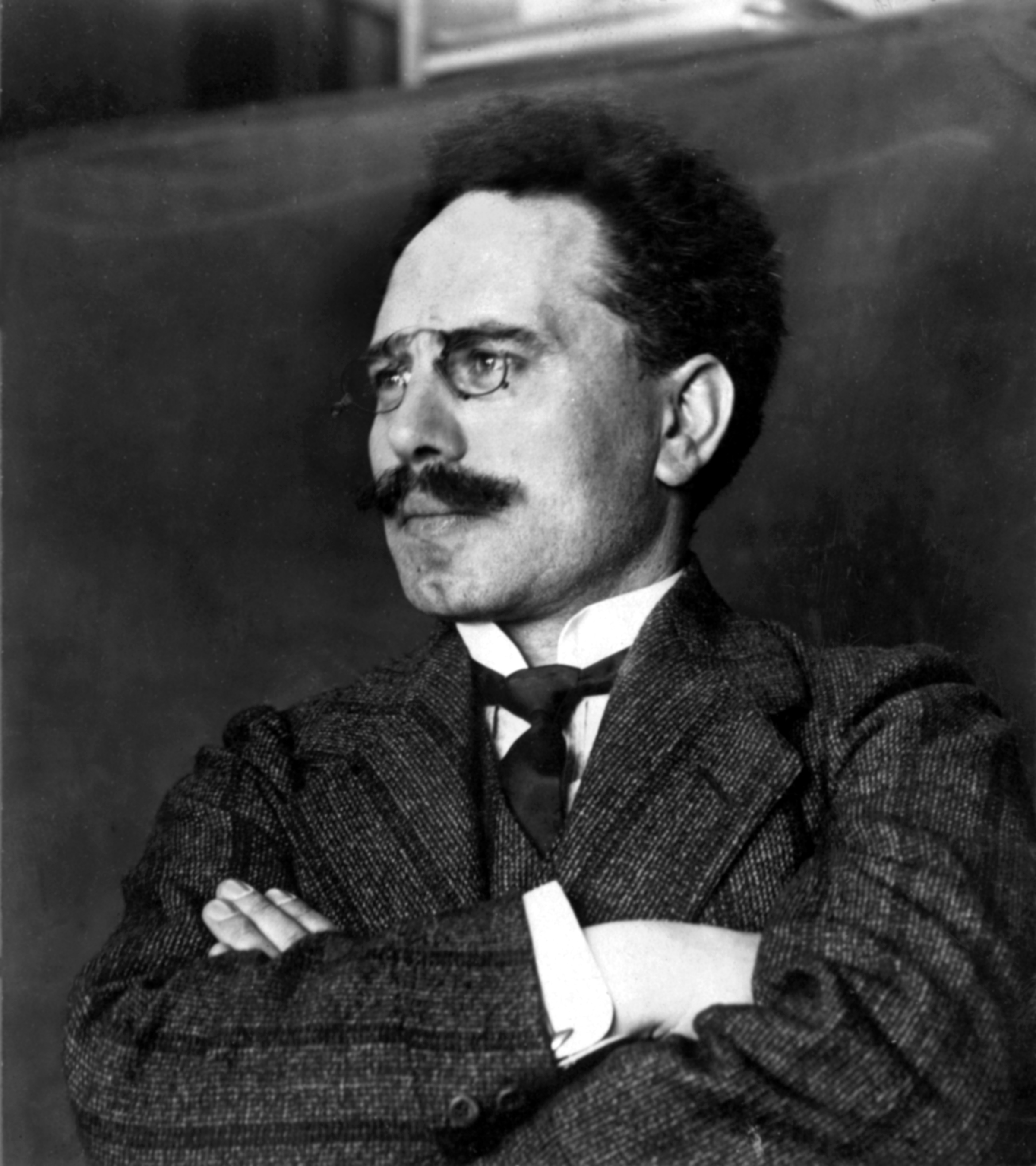
Karl Liebknecht (ca. 1911)

Karl Paul August Friedrich Liebknecht (* 13. August 1871 in Leipzig; † 15. Januar 1919 in Berlin) war ein prominenter Sozialist und Antimilitarist zu Zeiten des Deutschen Kaiserreiches. Seit dem Jahr 1900 Mitglied der Sozialdemokratischen Partei Deutschlands, war er von 1912 bis 1916 einer ihrer Abgeordneten im Reichstag, wo er den linksrevolutionären Flügel der SPD vertrat. Ab 1915 bestimmte er zusammen mit Rosa Luxemburg wesentlich die Linie der Gruppe Internationale. 1916 wurde er aufgrund seiner Ablehnung der Burgfriedenspolitik aus der SPD-Fraktion ausgeschlossen und wenig später wegen „Kriegsverrats“ zu vier Jahren Zuchthaus verurteilt. Nach etwa zwei Jahren Haft wurde er knapp drei Wochen vor dem Ende des Ersten Weltkrieges freigelassen.
Während der Novemberrevolution rief Liebknecht am 9. November 1918 vom Berliner Schloss die „freie sozialistische Republik Deutschland“ aus. Am 11. November gründete er gemeinsam mit Rosa Luxemburg, Leo Jogiches, Ernst Meyer, Wilhelm Pieck, Hugo Eberlein und anderen die Gruppe Internationale neu als Spartakusbund. Im Dezember wurde sein Konzept einer Räterepublik von der Mehrheit im Reichsrätekongress abgelehnt. Zum Jahreswechsel 1918/19 war Liebknecht einer der Gründer der Kommunistischen Partei Deutschlands. Kurz nach der Niederschlagung des Berliner Januaraufstands wurden er und Luxemburg von Angehörigen der Garde-Kavallerie-Schützen-Division nach Rücksprache mit Gustav Noske erschossen.

## Leben

### Herkunft

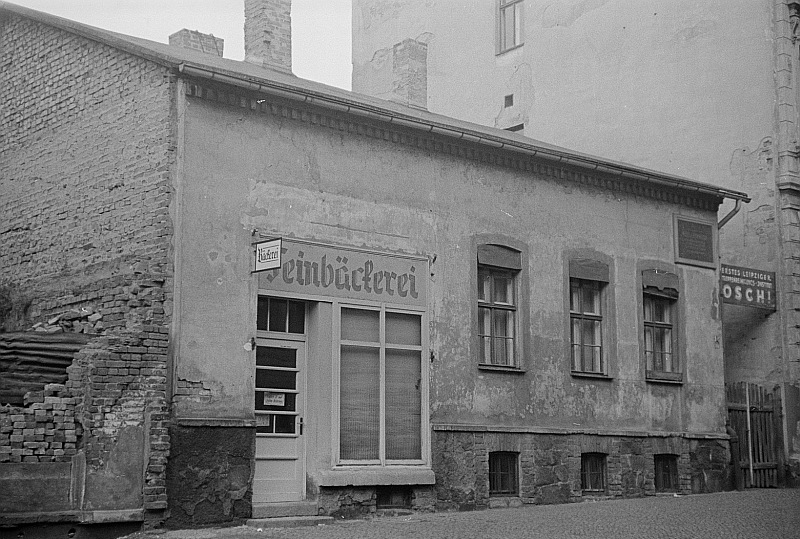
Geburtshaus Karl Liebknechts in der Braustraße 15, Leipzig, in einem dem ursprünglichen Zustand nahekommenden Foto von 1951. Nach Aus- und Umbauten wurde es in der DDR nach ihm benannt und firmiert heute unter dem (Familien-)Namen Liebknecht-Haus als Geschäftsstelle des Leipziger Stadtverbandes der Partei Die Linke, Büro des Leipziger Bundestagsabgeordneten, einer Rechtsanwaltskanzlei und Sitz eines Sportvereins.

Karl Liebknecht wurde 1871 in Leipzig geboren. Er war der zweite von fünf Söhnen Wilhelm Liebknechts und dessen zweiter Ehefrau Natalie Liebknecht (geborene Reh). Sein jüngster Bruder war der Mediziner Curt Liebknecht (1879–1966), älterer Bruder war Theodor Liebknecht, sein jüngerer Otto Liebknecht.
Der Vater gehörte ab den 1860er Jahren mit August Bebel zu den Gründern und bedeutendsten Anführern der SPD und ihrer Vorläuferparteien. Liebknecht wurde in der Thomaskirche evangelisch getauft. Zu seinen Taufpaten gehörten – wenn auch nicht persönlich anwesend, jedoch mit schriftlichen Patenschaftserklärungen belegt – Karl Marx und Friedrich Engels.
In den 1880er Jahren verbrachte Liebknecht einen Teil seiner Kindheit in Borsdorf, heute am östlichen Stadtrand von Leipzig gelegen. Dort hatte sein Vater mit August Bebel eine Vorstadt-Villa bezogen, nachdem sie aufgrund des kleinen Belagerungszustandes, einer Bestimmung des zwischen 1878 und 1890 gegen die Sozialdemokratie gerichteten Sozialistengesetzes, aus Leipzig ausgewiesen worden waren.

### Studium
1890 machte er an der Alten Nikolaischule in Leipzig sein Abitur und begann am 16. August 1890 an der Universität Leipzig Rechtswissenschaften und Kameralwissenschaften zu studieren. Er studierte bei Bernhard Windscheid, Rudolph Sohm, Lujo Brentano, Wilhelm Wundt und Anton Springer. Als die Familie nach Berlin zog, setzte er dort am 17. Oktober 1890 an der Friedrich-Wilhelms-Universität sein Studium fort. Hier hörte er u. a. bei Heinrich von Treitschke und Gustav Schmoller Vorlesungen.  Sein Abgangszeugnis datiert vom 7. März 1893. Am 29. Mai 1893 bestand er sein Referendarexamen.
Anschließend leistete Liebknecht von 1893 bis 1894 seinen Wehrdienst als Einjährig-Freiwilliger beim Garde-Pionier-Bataillon in Berlin ab.
Nach langer Suche nach einer Referendarstelle schrieb er seine Doktorarbeit „Compensationsvollzug und Compensationsvorbringen nach gemeinem Rechte“, die von der Rechts- und Staatswissenschaftlichen Fakultät der Julius-Maximilians-Universität Würzburg 1897 mit dem Prädikat magna cum laude ausgezeichnet wurde. Am 5. April 1899 bestand er seine Assessorprüfung mit „gut“.

### Tätigkeit als Rechtsanwalt
Zusammen mit seinem Bruder Theodor und Oskar Cohn eröffnete er 1899 in der Berliner Chausseestraße 121 eine Rechtsanwaltskanzlei.
Im Mai 1900 heiratete er Julia Paradies, mit der er zwei Söhne (Wilhelm und Robert Liebknecht) und eine Tochter (Vera) hatte.
1904 wurde er gemeinsam mit seinem Kollegen Hugo Haase als politischer Anwalt auch im Ausland bekannt, als er neun Sozialdemokraten (unter ihnen Franciszek Trąbalski) im Königsberger Geheimbundprozess verteidigte. In anderen aufsehenerregenden Strafprozessen prangerte er die Klassenjustiz des Kaiserreichs und die brutale Behandlung von Rekruten beim Militär an.

### Engagement für den Sozialismus
Im Jahr 1900 wurde Liebknecht Mitglied der Sozialdemokratischen Partei Deutschlands, 1902 sozialdemokratischer Stadtverordneter in Berlin. Dieses Mandat behielt er bis 1913.
Er war aktives Mitglied der Zweiten Internationale und zudem einer der Gründer der Sozialistischen Jugendinternationale. Er wurde 1907 im Rahmen der ersten Internationalen Konferenz der sozialistischen Jugendorganisationen zum Vorsitzenden des Verbindungsbüros gewählt.

### Hochverratsprozess

Militarismus und Antimilitarismus, Buch von Karl Liebknecht, 1907

Für die Jugendarbeit der SPD veröffentlichte er 1907 die Schrift Militarismus und Antimilitarismus, für die er noch im selben Jahr wegen Hochverrat verurteilt wurde. In dieser Schrift führte er aus, der äußere Militarismus brauche gegenüber dem äußeren Feind chauvinistische Verbohrtheit und der innere Militarismus benötige gegen den inneren Feind Unverständnis bzw. Hass gegenüber jeder fortschrittlichen Bewegung. Der Militarismus brauche außerdem den Stumpfsinn der Menschen, damit er die Masse wie eine Herde Vieh treiben könne. Die antimilitaristische Agitation müsse über die Gefahren des Militarismus aufklären, jedoch müsse sie dies im Rahmen der Gesetze tun. Letzteren Hinweis nahm ihm später das Reichsgericht im Hochverratsprozess nicht ab. Den Geist des Militarismus charakterisierte Liebknecht in dieser Schrift mit einem Hinweis auf eine Bemerkung des damaligen preußischen Kriegsministers General Karl von Einem, wonach diesem ein königstreuer und schlecht schießender Soldat lieber sei als ein treffsicherer Soldat, dessen politische Gesinnung fraglich bzw. bedenklich sei. Am 17. April 1907 beantragte von Einem bei der Reichsanwaltschaft, wegen der Schrift Militarismus und Antimilitarismus gegen Liebknecht ein Strafverfahren einzuleiten.
Am 9. Oktober, 10. Oktober und 12. Oktober 1907 fand bei großem Publikumsandrang der Hochverratsprozess gegen Liebknecht vor dem Reichsgericht unter dem Vorsitz des Richters Ludwig Treplin statt. Am ersten Verhandlungstag sagte Liebknecht, dass kaiserliche Befehle null und nichtig seien, wenn sie einen Bruch der Verfassung bezweckten. Dagegen betonte das Reichsgericht später in seinem Urteil, die unbedingte Gehorsamspflicht der Soldaten gegenüber dem Kaiser sei eine zentrale Bestimmung der Verfassung des Kaiserreichs. Als Liebknecht auf eine entsprechende Frage des Vorsitzenden antwortete, dass diverse Zeitungen sowie der ultrakonservative Politiker Elard von Oldenburg-Januschau den gewaltsamen Bruch der Verfassung fordern würden, schnitt dieser ihm das Wort mit der Bemerkung ab, das Reichsgericht könne unterstellen, dass Äußerungen gefallen seien, die er als Aufforderung zum Verfassungsbruch verstanden habe. Am dritten Verhandlungstag wurde er wegen Vorbereitung zum Hochverrat zu eineinhalb Jahren Festungshaft verurteilt.
Kaiser Wilhelm II., der ein Exemplar der Schrift Militarismus und Antimilitarismus besaß, wurde über diesen Prozess mehrfach telegrafisch informiert. Dem Kaiser wurde nach der Urteilsverkündung ein ausführlicher Prozessbericht übersandt, dagegen wurde Liebknecht das schriftliche Urteil erst am 7. November 1907 zugestellt. Seine Selbstverteidigung im Prozess brachte ihm große Popularität bei den Berliner Arbeitern ein, so dass er in einem Pulk zum Haftantritt geleitet wurde.
Um Karl Liebknecht in seiner wirtschaftlichen Existenz zu treffen, wurde beim Anwaltsgerichtshof der Provinz Brandenburg in Berlin beantragt, ihn aufgrund seiner Verurteilung wegen Vorbereitung zum Hochverrat durch das Reichsgericht aus der Anwaltschaft auszuschließen. Am 29. April 1908 lehnte der Anwaltsgerichtshof unter seinem Vorsitzenden Dr. Krause diesen Antrag ab. Zur Begründung führte er unter anderem aus, dass zwar die tatsächlichen Feststellungen des Reichsgerichts im Hochverratsprozess bindend seien, jedoch dies nicht zwingend eine ehrengerichtliche Bestrafung nach sich ziehe.
Gegen dieses Urteil legte der Oberreichsanwalt am 7. Mai 1908 Einspruch ein. Am 10. Oktober 1908 lehnte daraufhin der Ehrengerichtshof in Anwaltssachen unter dem Vorsitz des Reichsgerichtspräsidenten Rudolf von Seckendorff es ab, Liebknecht aus der Rechtsanwaltschaft auszuschließen. Zur Begründung hieß es, dass schon das Reichsgericht in diesem Strafurteil eine ehrlose Gesinnung des Angeklagten verneint habe.

### Abgeordneter im Preußischen Landtag und im Reichstag

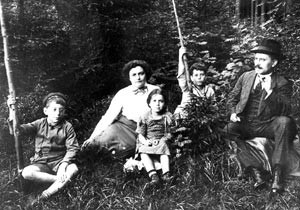
Sophie und Karl Liebknecht mit den Kindern aus seiner ersten Ehe, 1913

Im Jahr 1908 wurde er Mitglied des Preußischen Abgeordnetenhauses, obwohl er noch nicht aus der Festung Glatz in Schlesien entlassen worden war. Er gehörte zu den ersten acht Sozialdemokraten überhaupt, die trotz des Dreiklassenwahlrechts Mitglied im Preußischen Landtag wurden. Dem Landesparlament gehörte Liebknecht bis 1916 an.
Seine erste Frau Julia starb am 22. August 1911 nach einer Gallenoperation. Liebknecht heiratete im Oktober 1912 Sophie Ryss (1884–1964).
Im Januar 1912 zog er als einer der jüngsten SPD-Abgeordneten in den Reichstag ein. Liebknecht gewann – nach zwei vergeblichen Anläufen 1903 und 1907 – den „Kaiserwahlkreis“ Potsdam-Spandau-Osthavelland, der bis dahin eine sichere Domäne der Deutschkonservativen Partei gewesen war. Im Reichstag trat er sofort als entschiedener Gegner einer Heeresvorlage auf, die dem Kaiser Steuermittel für die Heeres- und Flottenrüstung bewilligen sollte. Er konnte außerdem nachweisen, dass die Firma Krupp durch die Bestechung von Mitarbeitern des Kriegsministeriums unerlaubterweise an wirtschaftlich relevante Informationen gekommen war (sogenannter Kornwalzer-Skandal).

### Erster Weltkrieg
In der ersten Julihälfte 1914 war Liebknecht nach Belgien und Frankreich gereist, mit Jean Longuet und Jean Jaurès zusammengetroffen und hatte auf mehreren Veranstaltungen gesprochen. Den französischen Nationalfeiertag verbrachte er in Paris. Über die unmittelbare Gefahr eines großen europäischen Krieges wurde er sich erst am 23. Juli – nach Bekanntwerden des österreichisch-ungarischen Ultimatums an Serbien (vgl. Julikrise) – völlig klar. Ende Juli kehrte er über die Schweiz nach Deutschland zurück.
Als der Reichstag am 1. August, dem Tag der Verkündung der Mobilmachung und der Kriegserklärung an Russland, zum 4. August zusammengerufen wurde, stand für Liebknecht noch außer Frage, dass „die Ablehnung der Kriegskredite für die Mehrheit der Reichstagsfraktion selbstverständlich und zweifellos sei.“ Am Nachmittag des 4. August stimmte jedoch die sozialdemokratische Fraktion – nachdem es am Vortag in der vorbereitenden Fraktionssitzung nach Angaben Wolfgang Heines zu „ekelhaften Lärmszenen“ gekommen war, weil sich Liebknecht und 13 weitere Abgeordnete entschieden gegen diesen Schritt aussprachen – geschlossen für die Bewilligung der Kriegskredite, die der Regierung die vorläufige Finanzierung der Kriegführung ermöglichten. Vor der Fraktionssitzung am 3. August hatten die Befürworter der Bewilligung nicht mit einem solchen Erfolg gerechnet und waren sich keineswegs sicher, überhaupt eine Mehrheit in der Fraktion zu erhalten; noch in der Sitzungspause nach der Rede des Reichskanzlers – unmittelbar vor der Abstimmung am 4. August – kam es in der Fraktion zu Tumulten, weil Frank, David, Südekum, Cohen und einige andere Bethmann Hollwegs Ausführungen demonstrativ beklatscht hatten. Liebknecht, der die (ungeschriebenen) Regeln der Partei- und Fraktionsdisziplin in den Jahren zuvor immer wieder gegen Vertreter des rechten Parteiflügels verteidigt hatte, beugte sich dem Beschluss der Mehrheit und stimmte der Regierungsvorlage im Plenum des Reichstags ebenfalls zu. Hugo Haase, der in der Fraktion wie Liebknecht gegen die Bewilligung aufgetreten war, erklärte sich aus ähnlichen Gründen sogar zur Verlesung der von den bürgerlichen Parteien mit Jubel aufgenommenen Erklärung der Fraktionsmehrheit bereit. Liebknecht hat den 4. August, den er als katastrophalen politischen und persönlichen Einschnitt empfand, privat und öffentlich immer wieder thematisiert und durchdacht. 1916 notierte er dazu:

„Der Abfall der Fraktionsmehrheit kam selbst für den Pessimisten überraschend; die Atomisierung des bisher überwiegenden radikalen Flügels nicht minder. Die Tragweite der Kreditbewilligung für die Umschwenkung der gesamten Fraktionspolitik ins Regierungslager lag nicht auf der Hand: Noch bestand die Hoffnung, der Beschluss vom 3. August sei das Ergebnis einer vorübergehenden Panik und werde alsbald korrigiert, jedenfalls nicht wiederholt und gar übertrumpft werden. Aus diesen und ähnlichen Erwägungen, allerdings auch aus Unsicherheit und Schwäche erklärte sich das Misslingen des Versuchs, die Minderheit für ein öffentliches Separatvotum zu gewinnen. Nicht übersehen werden darf dabei aber auch, welche heilige Verehrung damals noch der Fraktionsdisziplin entgegengebracht wurde, und zwar am meisten vom radikalen Flügel, der sich bis dahin in immer zugespitzterer Form gegen Disziplinbrüche oder Disziplinbruchsneigungen revisionistischer Fraktionsmitglieder hatte wehren müssen.“

Einer Erklärung Luxemburgs und Franz Mehrings (deren vollständiger Wortlaut als verschollen gilt), in der diese wegen des Verhaltens der Fraktion ihren Parteiaustritt androhten, schloss sich Liebknecht ausdrücklich nicht an, weil er sie „als Halbheit empfand: Dann hätte man schon austreten müssen.“ Luxemburg bildete am 5. August 1914 die Gruppe Internationale, in der Liebknecht mit zehn weiteren SPD-Linken Mitglied war und die eine innerparteiliche Opposition gegen die SPD-Politik des Burgfriedens zu bilden versuchte. Im Sommer und Herbst 1914 reiste Liebknecht mit Luxemburg durch ganz Deutschland, um – weitgehend erfolglos – Kriegsgegner zur Ablehnung der Finanzbewilligung für den Krieg zu bewegen. Er nahm auch Verbindung zu anderen europäischen Arbeiterparteien auf, um diesen zu signalisieren, dass nicht alle deutschen Sozialdemokraten für den Krieg seien.
In den ersten großen, von einer breiteren Öffentlichkeit beachteten Konflikt mit der neuen Parteilinie geriet Liebknecht, als er zwischen dem 4. und 12. September Belgien bereiste, dort mit einheimischen Sozialisten zusammentraf und sich – unter anderem in Lüttich und Andenne – über die von deutschen Militärs angeordneten Massenrepressalien informieren ließ. Liebknecht wurde daraufhin in der Presse – auch der sozialdemokratischen – des „Vaterlandsverrats“ und „Parteiverrats“ bezichtigt und musste sich am 2. Oktober vor dem Parteivorstand rechtfertigen.
Er war danach umso mehr entschlossen, bei der nächsten einschlägigen Abstimmung gegen die neue Kreditvorlage zu votieren und diese demonstrative Stellungnahme gegen die „Einigkeitsphrasen-Hochflut“ zur Grundlage einer Sammlung der Kriegsgegner zu machen. Im Vorfeld dieser Sitzung, zu der der Reichstag am 2. Dezember 1914 zusammentrat, versuchte er in stundenlangen Gesprächen auch andere oppositionelle Abgeordnete für diese Haltung zu gewinnen, scheiterte aber. Otto Rühle, der Liebknecht zuvor zugesichert hatte, ebenfalls offen mit Nein zu stimmen, hielt dem Druck nicht stand und blieb dem Plenum fern, Fritz Kunert – der, was wenig bekannt ist, auch schon wie Rühle am 4. August so gehandelt hatte – verließ kurz vor der Abstimmung den Saal. Liebknecht stand schließlich als einziger Abgeordneter nicht auf, als Reichstagspräsident Kaempf das Haus aufforderte, dem Ergänzungshaushalt durch Erheben von den Sitzen zuzustimmen. Bei der nächsten Abstimmung – am 20. März 1915 – votierte Rühle gemeinsam mit Liebknecht. Eine Bitte von etwa 30 anderen Fraktionsmitgliedern, während der Abstimmung mit ihnen gemeinsam den Saal zu verlassen, hatten beide zuvor abgelehnt.
Im April 1915 gaben Mehring und Luxemburg die Zeitschrift Die Internationale heraus, die nur einmal erschien und sofort von den Behörden beschlagnahmt wurde. Liebknecht konnte sich an diesem Vorstoß nicht mehr beteiligen. Nach dem 2. Dezember 1914 hatten Polizei- und Militärbehörden darüber nachgedacht, wie Liebknecht „das Handwerk gelegt“ werden könne. Das Oberkommando in den Marken berief ihn Anfang Februar 1915 zum Dienst in ein Armierungs-Bataillon ein. Damit unterstand Liebknecht den Militärgesetzen, die ihm jegliche politische Betätigung außerhalb des Reichstages bzw. des preußischen Landtages verboten. Er erlebte, jeweils beurlaubt zu Sitzungen des Reichstages und des Landtages, als Armierungssoldat den Krieg an der West- und Ostfront.
Es gelang ihm dennoch, die Gruppe Internationale zu vergrößern und die entschiedenen Kriegsgegner in der SPD reichsweit zu organisieren. Daraus ging am 1. Januar 1916 die Spartakusgruppe hervor (nach der endgültigen Loslösung von der Sozialdemokratie im November 1918 umbenannt in Spartakusbund). Am 12. Januar 1916 schloss die SPD-Reichstagsfraktion mit 60 gegen 25 Stimmen Liebknecht aus ihren Reihen aus. Aus Solidarität mit ihm trat Rühle zwei Tage später ebenfalls aus der Fraktion aus. Im März 1916 wurden weitere 18 oppositionelle Abgeordnete ausgeschlossen und bildeten daraufhin die Sozialdemokratische Arbeitsgemeinschaft, der sich Liebknecht und Rühle allerdings nicht anschlossen.
Liebknecht hatte während des Krieges kaum eine Möglichkeit, sich im Plenum des Reichstages Gehör zu verschaffen. Die von ihm schriftlich eingereichte Begründung seiner Stimmabgabe am 2. Dezember 1914 nahm der Reichstagspräsident entgegen der üblichen Gepflogenheiten nicht in das amtliche Protokoll auf und lehnte es in der Folge unter verschiedenen Vorwänden ab, Liebknecht das Wort zu erteilen. Erst am 8. April 1916 konnte Liebknecht zu einer untergeordneten Etatfrage von der Rednertribüne aus sprechen. Dabei kam es zu einer – so der Abgeordnete Wilhelm Dittmann – im Reichstag bis dahin nicht gesehenen „wüsten Skandalszene“: Liebknecht wurde von „wie besessen“ tobenden liberalen und konservativen Abgeordneten niedergeschrien, als „Lump“ und „englischer Agent“ beschimpft und aufgefordert, das „Maul zu halten“; der Abgeordnete Hubrich entriss ihm die schriftlichen Notizen und warf die Blätter in den Saal, der Abgeordnete Ernst Müller-Meiningen musste von Mitgliedern der SAG-Fraktion daran gehindert werden, Liebknecht körperlich zu attackieren.
Zur „Osterkonferenz der Jugend“ sprach Liebknecht in Jena vor 60 Jugendlichen zum Antimilitarismus und zur Änderung der gesellschaftlichen Zustände in Deutschland. Am 1. Mai 1916 trat er als Führer einer Antikriegsdemonstration, die von Polizei umzingelt war, auf dem Potsdamer Platz in Berlin auf. Er ergriff das Wort mit den Worten „Nieder mit dem Krieg! Nieder mit der Regierung!“. Danach wurde er verhaftet und wegen Hochverrats angeklagt. Der erste Prozesstag, eigentlich gedacht als Exempel gegen die sozialistische Linke, geriet zum Fiasko für die kaiserliche Justiz: Organisiert von den Revolutionären Obleuten fand in Berlin ein spontaner Solidaritätsstreik mit über 50.000 Beteiligten statt. Statt die Opposition zu schwächen, gab Liebknechts Verhaftung dem Widerstand gegen den Krieg neuen Auftrieb. Am 23. August 1916 wurde Liebknecht zu vier Jahren und einem Monat Zuchthaus verurteilt, die er von Mitte November 1916 bis zu seiner Amnestierung und Freilassung am 23. Oktober 1918 im brandenburgischen Luckau ableistete. Hugo Haase, bis März 1916 SPD-Vorsitzender, setzte sich vergeblich für seine Freilassung ein. In Liebknechts Haftzeit fiel die Spaltung der SPD und die Gründung der USPD im April 1917. Die Spartakusgruppe trat nun in diese ein, um auch dort auf revolutionäre Ziele hinzuwirken.
Neben Eduard Bernstein und dem katholischen Reichstagsabgeordneten Matthias Erzberger vom Zentrum, der wie Liebknecht später von Rechtsextremisten ermordet wurde, war Liebknecht der einzige deutsche Parlamentarier, der öffentlich die massiven Menschenrechtsverletzungen der türkisch-osmanischen Verbündeten im Nahen Osten anprangerte, insbesondere den Völkermord an den Armeniern und das brutale Vorgehen gegen weitere nicht-türkische Minderheiten, insbesondere in Syrien und dem Libanon. Von der Mehrheits-SPD (die mit der jungtürkischen Partei CUP politisch verbündet war) und den liberalen Parteien wurde diese Praxis stillschweigend gebilligt und zum Teil sogar öffentlich mit strategischen Interessen Deutschlands und der angeblichen existenziellen Bedrohung der Türkei durch armenischen und arabischen Terrorismus gerechtfertigt (Lensch-Cunow-Haenisch-Gruppe (SPD), Ernst Jäckh, Friedrich Naumann (DDP)).

### Novemberrevolution 1918

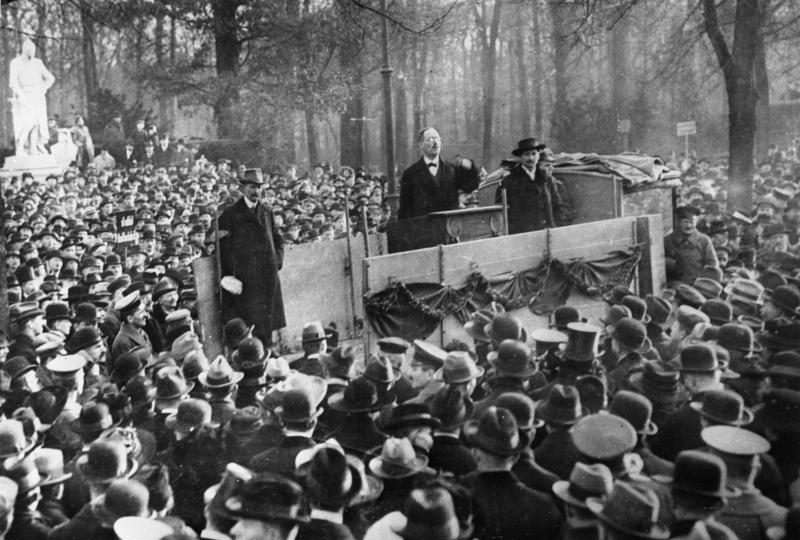
Liebknecht als Redner bei einer Kundgebung im Großen Tiergarten, 1918

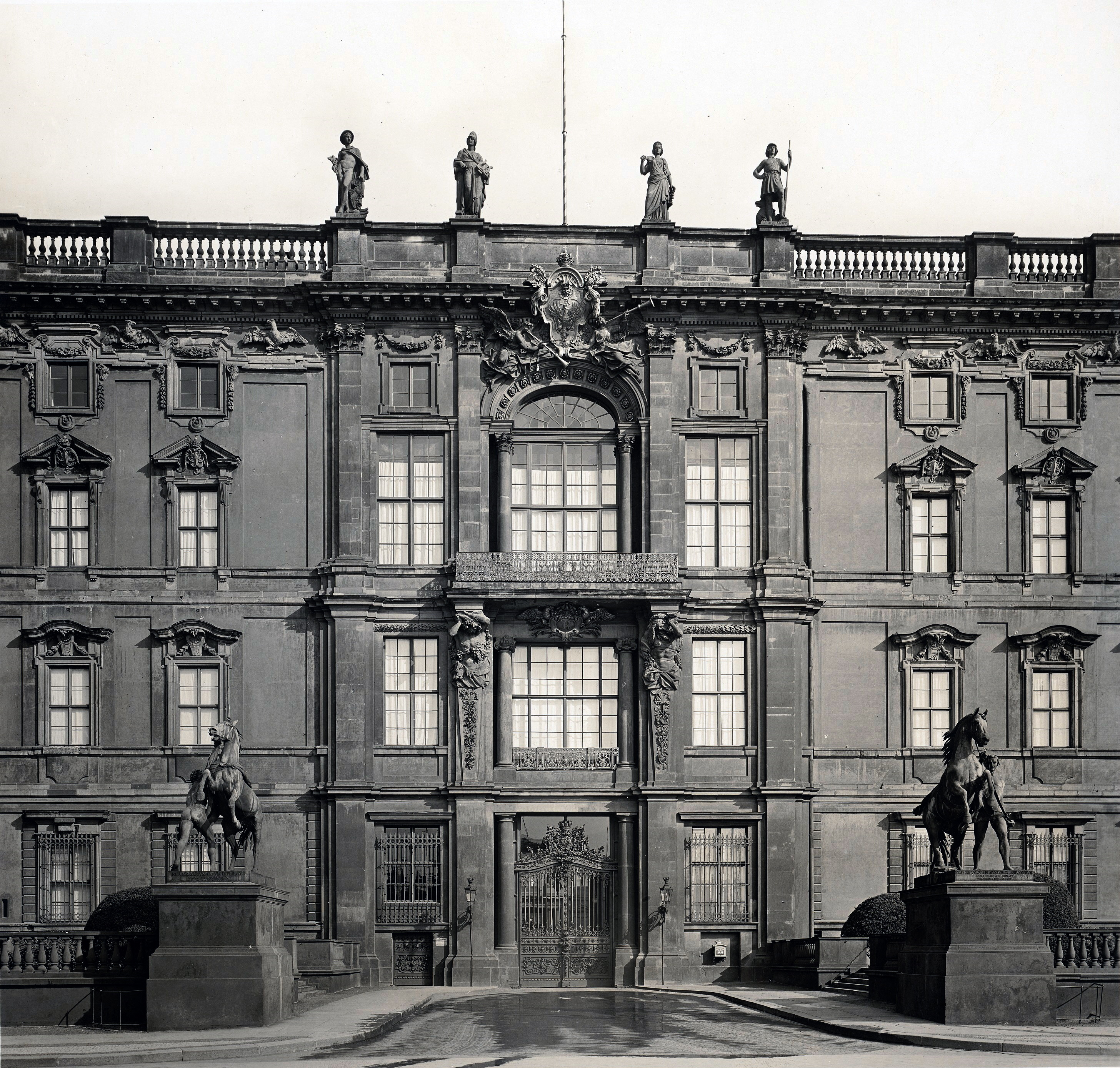
Portal IV des Berliner Schlosses, um 1900

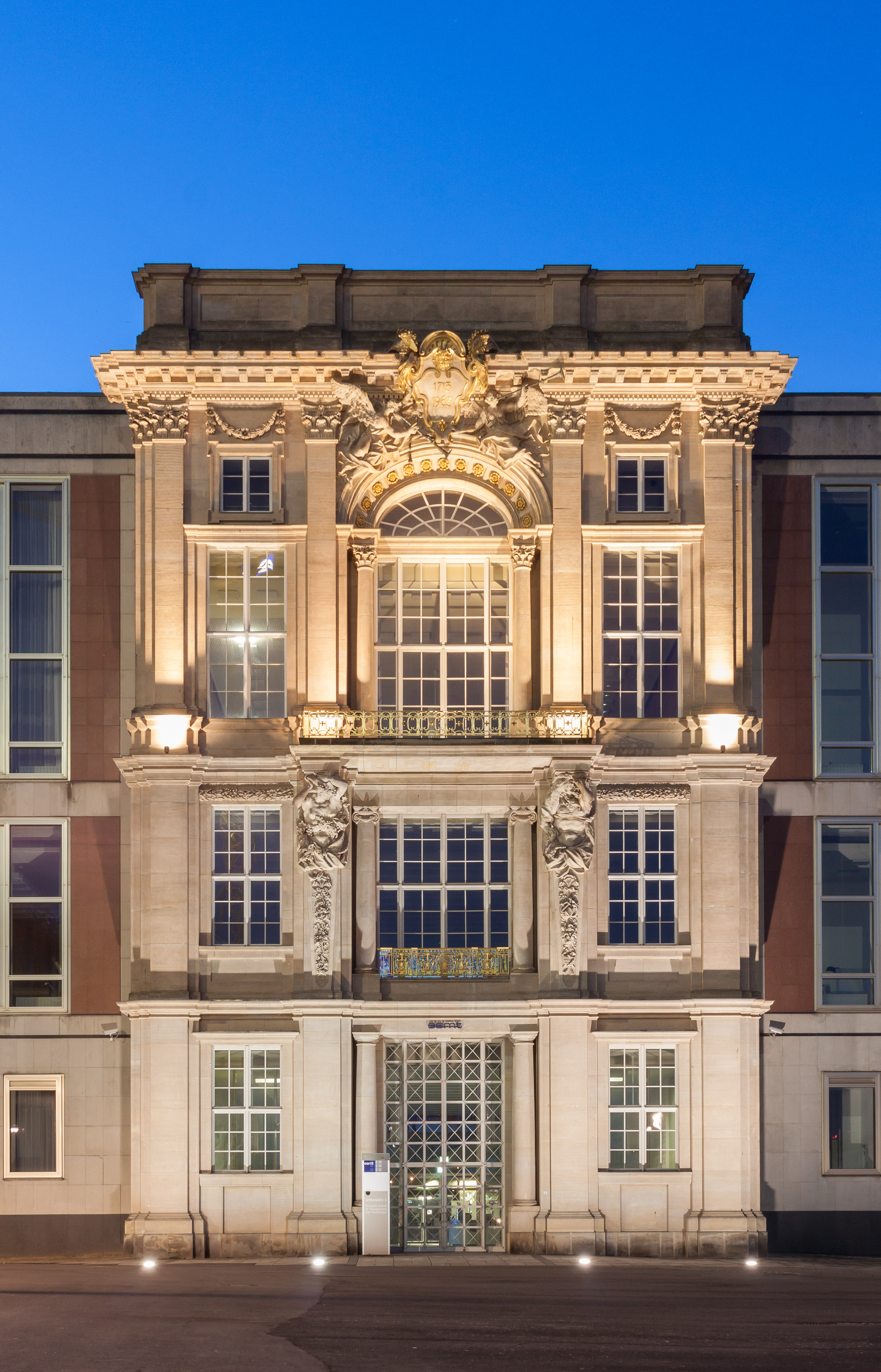
Restauriertes Liebknecht-Portal, eingefügt im Staatsratsgebäude der DDR, 2015. Hier rief Karl Liebknecht 1918 auf dem ersten Balkon die „freie sozialistische Republik Deutschland“ aus.

Liebknecht wurde am 23. Oktober 1918 im Zuge einer allgemeinen Amnestie aus der Haft entlassen, von der sich die Reichsregierung angesichts der vorrevolutionären Stimmung im Land eine Ventilwirkung erhoffte. Diese Hoffnung trog, denn in Berlin, wohin Liebknecht sofort gereist war, wurde er am Anhalter Bahnhof von einer jubelnden Menschenmenge begrüßt. Es schloss sich ein Demonstrationszug Richtung Reichstagsgebäude an, der von der Berliner Polizei aber nach Osten abgedrängt wurde. Vor der Russischen Botschaft hielt Liebknecht eine Rede, in der er ausrief: „Nieder mit den Hohenzollern! Es lebe die soziale Republik Deutschland!“ Bei seinem Eintreffen gab die Gesandtschaft des seit Ende 1917 nach der Oktoberrevolution unter kommunistischer Führung stehenden Russlands ihm zu Ehren einen Empfang.
Liebknecht machte sich nun daran, den Spartakusbund zu reorganisieren, der nun als eigene politische Organisation hervortrat. Er drängte auf eine von den Revolutionären Obleuten, die den Januarstreik organisiert hatten, der USPD-Basis und dem Spartakusbund gemeinsam koordinierte Vorbereitung einer reichsweiten Revolution. Man plante einen gleichzeitigen Generalstreik in allen Großstädten und Aufmarsch von bewaffneten Streikenden vor den Kasernen von Heeresregimentern, um diese zum Mitmachen oder Niederlegen ihrer Waffen zu bewegen. Die Obleute, die sich an der Arbeiterstimmung in den Fabriken orientierten und eine bewaffnete Konfrontation mit Heerestruppen fürchteten, verschoben mehrfach den festgelegten Termin dafür, zuletzt auf den 11. November 1918. Mit diesen Plänen konnte sich Liebknecht in seiner Partei nicht durchsetzen. Am 30. Oktober 1918 lehnte der Zentralvorstand der USPD, wo man eher an eine Umwälzung auf friedlichem Wege dachte, sein Revolutionskonzept ebenso ab wie am 1. November ein Treffen zwischen Unabhängigen und Obleuten.
Am 8. November griff die unabhängig von Liebknechts Plänen vom Kieler Matrosenaufstand ausgelöste Revolution  auf das Reich über. Daraufhin riefen die Berliner Obleute und USPD-Vertreter ihre Anhänger für den Folgetag zu den geplanten Umzügen auf.
Zum Tag der Novemberrevolution am 9. November 1918, strömten Bevölkerungsmassen von allen Seiten ins Zentrum Berlins. Dort rief Liebknecht vom Portal IV des Berliner Schlosses, am großen Fenster des ersten Stockwerkes stehend, die „freie sozialistische Republik Deutschland“ aus. Zwei Stunden zuvor hatte der SPD-Politiker Philipp Scheidemann vom Reichstagsgebäude die „Deutsche Republik“ ausgerufen.
Liebknecht wurde nun zum Sprecher der revolutionären Linken. Um die Novemberrevolution in Richtung einer sozialistischen Räterepublik voranzutreiben, gab er mit Luxemburg täglich die Zeitung Die Rote Fahne heraus. Bei den folgenden Auseinandersetzungen stellte sich jedoch bald heraus, dass die meisten Arbeitervertreter in Deutschland eher sozialdemokratische als sozialistische Ziele verfolgten. Eine Mehrheit trat auf dem Reichsrätekongress vom 16. bis 20. Dezember 1918 für baldige Parlamentswahlen und damit Selbstauflösung ein. Liebknecht und Luxemburg wurden von der Teilnahme am Kongress ausgeschlossen.
Seit Dezember 1918 versuchte Friedrich Ebert, die Rätebewegung gemäß seinem Geheimabkommen mit dem OHL-General Wilhelm Groener mit Hilfe der Armee zu entmachten, und ließ dazu immer mehr Truppen in und um Berlin zusammenziehen. Am 6. Dezember 1918 versuchte er, den Reichsrätekongress militärisch zu verhindern, und, nachdem dies missglückt war, Resolutionen zur Entmachtung des Militärs beim Kongress zu entschärfen. Am 24. Dezember 1918 setzte er in den Berliner Weihnachtskämpfen erstmals Militär gegen die den revolutionären Kieler Matrosen nahestehende Volksmarinedivision ein, die eigentlich die Reichskanzlei schützen sollte und nicht ohne Sold zum Abrücken bereit war. Daraufhin traten die drei USPD-Vertreter am 29. Dezember aus dem Rat der Volksbeauftragten aus, den nunmehr fünf SPD-Vertreter weiterführten.
Daraufhin planten die reichsweit Zulauf erhaltenden Spartakisten die Gründung einer neuen, linksrevolutionären Partei und luden ihre Anhänger zu deren Gründungskongress Ende Dezember 1918 nach Berlin ein. Am 1. Januar 1919 stellte sich die Kommunistische Partei Deutschlands der Öffentlichkeit vor.
Ab dem 8. Januar nahm Liebknecht zusammen mit anderen KPD-Vertretern am Spartakusaufstand teil, mit dem die Revolutionären Obleute auf die Absetzung des Berliner Polizeipräsidenten Emil Eichhorn (USPD) reagierten. Sie versuchten, die Übergangsregierung Eberts mit einem Generalstreik zu stürzen, und besetzten dazu mehrere Berliner Zeitungsgebäude. Liebknecht trat in die Streikleitung ein und rief gegen den Rat von Rosa Luxemburg zusammen mit der USPD zur Volksbewaffnung auf. KPD-Abgesandte versuchten erfolglos, einige in Berlin stationierte Regimenter zum Überlaufen zu bewegen. Nach zweitägigen ergebnislosen Beratungen trat die KPD aus dem Führungsgremium aus, dann brachen die USPD-Vertreter parallele Verhandlungen mit Ebert ab. Daraufhin setzte dieser das Militär gegen die Streikenden ein. Es kam zu blutigen Straßenkämpfen und Massenexekutionen hunderter Personen.

### Ermordung und Bestattung

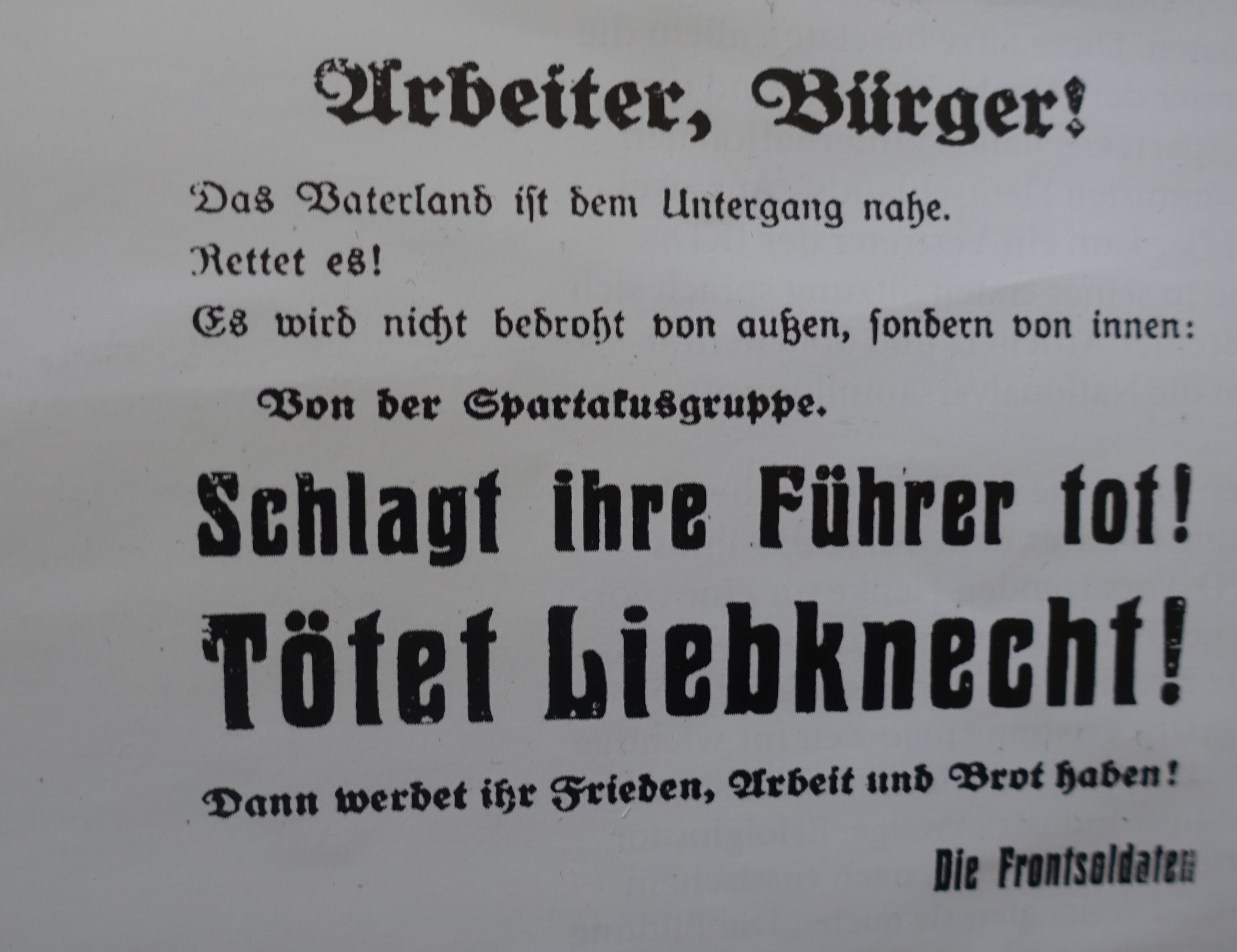
Plakat an Berliner Litfaßsäulen 1918

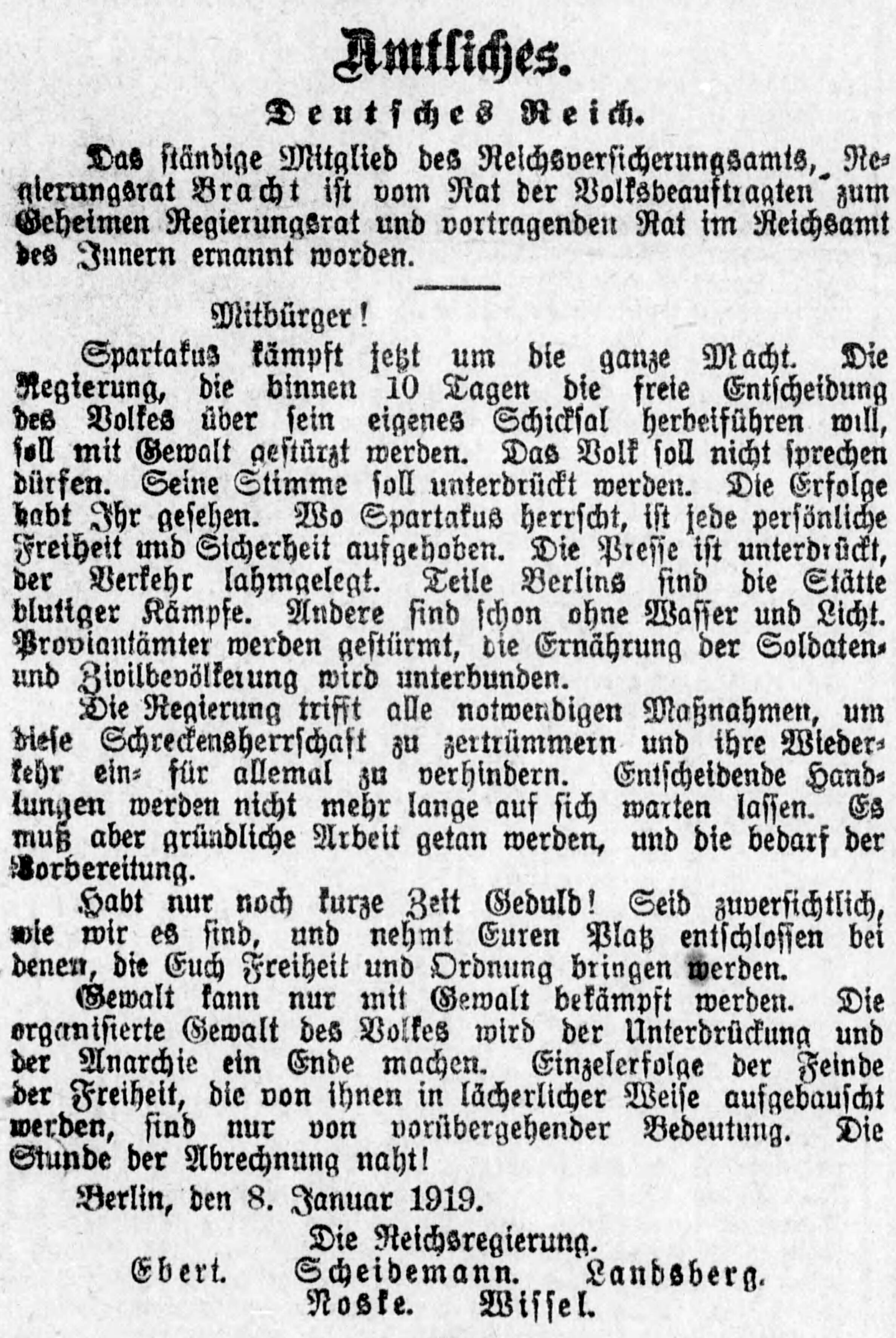
„Die Stunde der Abrechnung naht!“ im Deutschen Reichsanzeiger

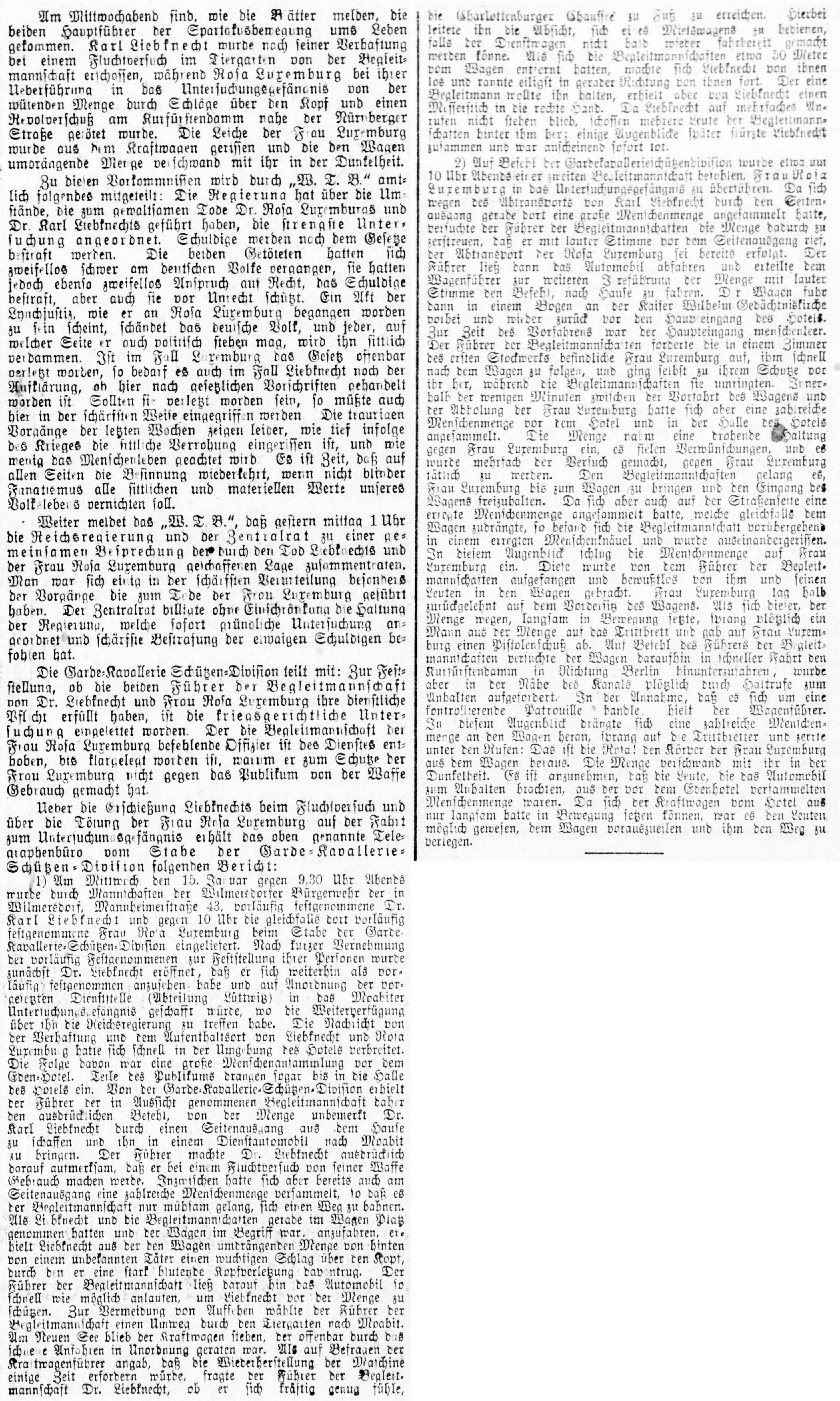
Artikel im Reichsanzeiger zur Ermordung

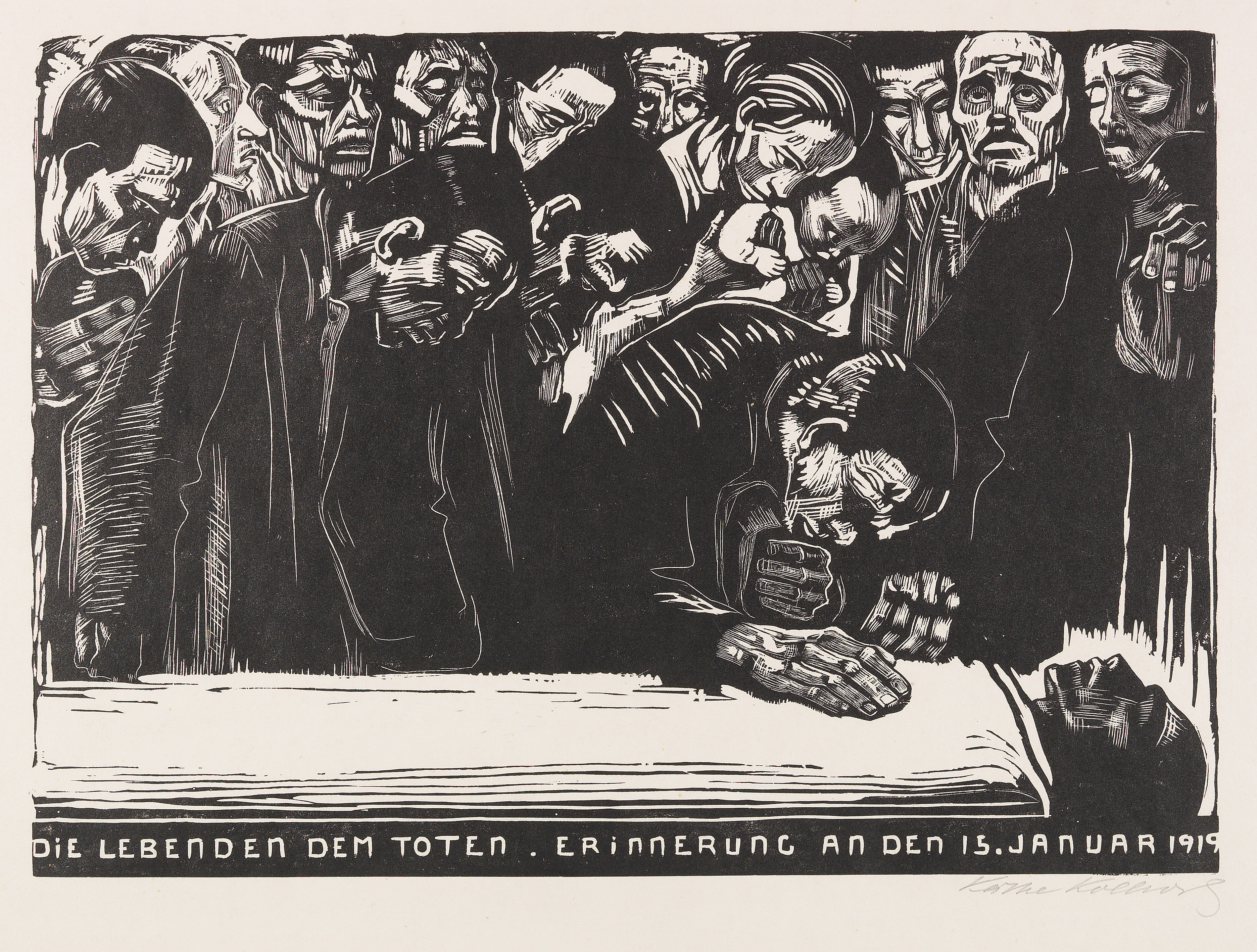
Käthe Kollwitz: Gedenkblatt für Karl Liebknecht (1920). Käthe Kollwitz lernte bei den Vorarbeiten zum Bild die Familie Liebknechts kennen und riet dem damals 16-jährigen Sohn Robert Liebknecht zur künstlerischen Ausbildung.

Nach den führenden Köpfen der jungen KPD wurde durch „zahlreiche Spitzeldienste diverser ‚staatstragender Verbände‘“ intensiv gefahndet. Schon im Dezember waren in Berlin zahlreiche großformatige rote, gegen den Spartakusbund gerichtete Plakate angeschlagen worden, die in der Aufforderung „Schlagt ihre Führer tot! Tötet Liebknecht!“ gipfelten. Handzettel gleichen Inhalts wurden hunderttausendfach verbreitet. Verantwortlich dafür war unter anderem die Antibolschewistische Liga Eduard Stadtlers. Im Vorwärts wurde Liebknecht wiederholt als „geisteskrank“ dargestellt. Der gesamte Rat der Volksbeauftragten unterzeichnete am 8. Januar ein Flugblatt, in dem angekündigt wurde, dass „die Stunde der Abrechnung naht“. Tags darauf erschien dieser Text als amtliche Nachricht im Deutschen Reichsanzeiger. Unter Zivilisten und Militärangehörigen kursierten – verbreitet unter anderem von Scheidemanns Schwiegersohn Fritz Henck – Gerüchte, die besagten, dass auf die „Spartakistenführer“ regelrechte Kopfgelder ausgesetzt worden seien. Am 14. Januar war in einem Mitteilungsblatt für die sozialdemokratischen Regimenter Reichstag und Liebe zu lesen, dass „schon die nächsten Tage“ zeigen würden, dass nunmehr auch mit den „Häuptern der Bewegung […] Ernst gemacht wird.“
Liebknecht und Luxemburg hielten sich – da ihr Leben nun offenkundig in Gefahr war – nach dem Einmarsch der Truppen Gustav Noskes zunächst in Neukölln verborgen, wichen nach zwei Tagen aber in ein neues Quartier in der Mannheimer Straße in Wilmersdorf aus. Der Wohnungsinhaber, der Kaufmann Siegfried Marcusson, war Mitglied der USPD und gehörte dem Arbeiter- und Soldatenrat Wilmersdorf an, seine Frau war mit Luxemburg befreundet. In dieser Wohnung schrieb Liebknecht am 14. Januar seinen Artikel Trotz alledem!, der tags darauf in der Roten Fahne erschien. Am frühen Abend des 15. Januar drangen fünf Angehörige der Wilmersdorfer Bürgerwehr – einer von Zivilisten gebildeten bürgerlichen Miliz – in die Wohnung ein und nahmen Liebknecht und Luxemburg fest. Ungeklärt ist noch immer, wer der Bürgerwehr den einschlägigen Auftrag oder Hinweis gab. Als sicher gilt, dass es sich um eine gezielte Aktion handelte. Gegen 21 Uhr wurde auch Wilhelm Pieck verhaftet, der die Wohnung nichtsahnend betreten hatte.
Liebknecht wurde zunächst zur Wilmersdorfer Cecilienschule transportiert. Von dort aus rief ein Angehöriger der Bürgerwehr direkt in der Reichskanzlei an und informierte deren stellvertretenden Pressechef Robert Breuer („zufälligerweise“ ein Mitglied der Wilmersdorfer SPD) über die Ergreifung Liebknechts. Breuer kündigte einen Rückruf an, der aber angeblich nicht erfolgte. Angehörige der Bürgerwehr lieferten Liebknecht gegen 21:30 Uhr per Automobil bei ihrer vorgesetzten Dienststelle ab – dem Hauptquartier der Garde-Kavallerie-Schützen-Division (GKSD) im Eden-Hotel an der Ecke Budapester Straße/Kurfürstenstraße, worauf unter anwesenden Hotelgästen und Militärs ein „kollektiver Erregungszustand“ ausgebrochen sein soll. Liebknecht, der bis zu diesem Zeitpunkt seine Identität geleugnet hatte, wurde in Anwesenheit des faktischen Kommandeurs der Division, Hauptmann Waldemar Pabst, anhand der Initialen auf seiner Kleidung identifiziert. Pabst entschied nach wenigen Minuten des Nachdenkens, Liebknecht und die gegen 22 Uhr eintreffende Luxemburg „erledigen“ zu lassen. Er rief in der Reichskanzlei an, um mit Noske das weitere Vorgehen zu besprechen. Noske forderte ihn auf, noch mit General von Lüttwitz Rücksprache zu halten und von diesem nach Möglichkeit eine formelle Anordnung zu erwirken. Pabst hielt das für ausgeschlossen. Daraufhin erwiderte Noske: „Dann müssen Sie selbst wissen, was zu tun ist.“
Mit der Ermordung Liebknechts beauftragte Pabst eine Gruppe ausgewählter Marineoffiziere unter dem Kommando des Kapitänleutnants Horst von Pflugk-Harttung. Sie verließen – zur Tarnung in Mannschaftsuniformen gekleidet – gegen 22:45 Uhr mit Liebknecht das Hotel. Beim Verlassen des Gebäudes wurde Liebknecht von Hotelgästen bespuckt, beschimpft und geschlagen. Der Jäger Otto Runge, dem von einem nicht eingeweihten GKSD-Offizier dafür Geld versprochen worden war, versetzte dem gerade im Wagen platzierten Gefangenen einen Schlag mit dem Gewehrkolben. Das Automobil, auf das noch der von Pabst ebenfalls nicht über die Mordabsicht informierte Leutnant Rudolf Liepmann aufsprang, fuhr in den nahegelegenen Tiergarten. Dort täuschte der Fahrer an einer Stelle, „wo ein völlig unbeleuchteter Fußweg abging“ eine Panne vor. Liebknecht wurde aus dem Auto geführt und nach wenigen Metern am Ufer des Neuen Sees „aus nächster Nähe“ von hinten erschossen. Schüsse gaben Kapitänleutnant Horst von Pflugk-Harttung, Leutnant zur See Heinrich Stiege, Oberleutnant zur See Ulrich von Ritgen und auch Liepmann – der „instinktiv mitmachte“ – ab. Anwesend waren außerdem Hauptmann Heinz von Pflugk-Harttung, Leutnant zur See Bruno Schulze sowie der Jäger Clemens Friedrich, der einzige tatbeteiligte Mannschaftsdienstgrad.
Die Täter lieferten den Toten um 23:15 Uhr als „unbekannte Leiche“ in der dem Eden-Hotel gegenüberliegenden Rettungswache ein und erstatteten anschließend bei Pabst Meldung. Eine halbe Stunde später wurde die in einem offenen Wagen abtransportierte Luxemburg etwa 40 Meter vom Eingang des Eden-Hotels entfernt mutmaßlich von Leutnant zur See Hermann Souchon erschossen. Ihren Leichnam warf man zwischen Lichtenstein- und Corneliusbrücke in den Landwehrkanal. Pabsts Presseoffizier Friedrich Grabowski verbreitete anschließend ein Kommuniqué, in dem behauptet wurde, dass Liebknecht „auf der Flucht erschossen“ und Luxemburg „von der Menge getötet“ worden sei.
Über die Hintergründe der Morde hat Pabst sich 1969 in einem Privatbrief geäußert:

„Tatsache ist: die Durchführung der von mir angeordneten Befehle ist leider nicht so erfolgt, wie es sein sollte. Aber sie ist erfolgt, und dafür sollten diese deutschen Idioten Noske und mir auf den Knien danken, uns Denkmäler setzen und nach uns Straßen und Plätze benannt haben! Der Noske war damals vorbildlich, und die Partei (bis auf ihren halbkommunistischen linken Flügel) hat sich in dieser Affäre damals tadellos benommen. Dass ich die Aktion ohne Noskes Zustimmung gar nicht durchführen konnte (mit Ebert im Hintergrund) und auch meine Offiziere schützen musste, ist klar. Aber nur ganz wenige Menschen haben begriffen, warum ich nie vernommen oder unter Anklage gestellt worden bin, und warum die kriegsgerichtliche Verhandlung so verlaufen ist, Vogel aus dem Gefängnis befreit wurde usw. Als Kavalier habe ich das Verhalten der damaligen SPD damit quittiert, dass ich 50 Jahre lang das Maul gehalten habe über unsere Zusammenarbeit. [...] Wenn es nicht möglich ist, an der Wahrheit vorbeizukommen und mir der Papierkragen platzt, werde ich die Wahrheit sagen, was ich auch im Interesse der SPD gern vermeiden möchte.“

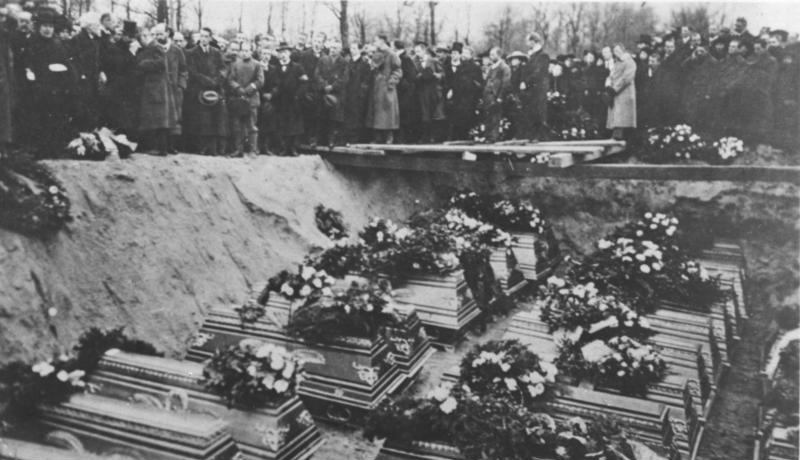
Beisetzung Liebknechts und 31 weiterer Opfer des Januaraufstands am 25. Januar 1919

Liebknecht wurde am 25. Januar zusammen mit 31 weiteren Toten der Januartage beigesetzt. Die von der KPD zunächst geplante Bestattung auf dem Friedhof der Märzgefallenen im Friedrichshain wurde sowohl von der Regierung als auch dem Berliner Magistrat untersagt. Stattdessen verwies man die Beisetzungskommission an den an der (damaligen) städtischen Peripherie gelegenen Armenfriedhof in Friedrichsfelde (vgl. Zentralfriedhof Friedrichsfelde). Der Trauerzug entwickelte sich zu einer Massendemonstration, an der trotz massiver Militärpräsenz mehrere zehntausend Menschen teilnahmen. An den Gräbern sprachen Paul Levi für die KPD sowie Luise Zietz und Rudolf Breitscheid für die USPD.
Im Januar 1935 ließen die NS-Behörden das 1926 eingeweihte Revolutionsdenkmal abtragen. Die Gräber wurden im Sommer 1941 eingeebnet, die Gebeine der Toten allerdings nicht – wie oft behauptet wird – gezielt entfernt. Einer der Friedhofsarbeiter konnte einige Grabplatten – darunter die von Liebknecht und Luxemburg – verstecken und übergab sie Jahre später dem Museum für Deutsche Geschichte. Eine Umbettung der sterblichen Überreste Liebknechts scheiterte 1950, als eine im Auftrag von Wilhelm Pieck am ehemaligen Revolutionsdenkmal vorgenommene Suche nach ihnen erfolglos blieb.
Im Dezember 1967 reiste Paul Celan nach West-Berlin, wo er die Gedenkstätte Plötzensee und auch einen Weihnachtsmarkt besuchte. Dazu schrieb er das Gedicht DU LIEGST im großen Gelausche, das an die Ermordung Rosa Luxemburgs und Karl Liebknechts erinnert.

## Strafverfolgung der Mörder

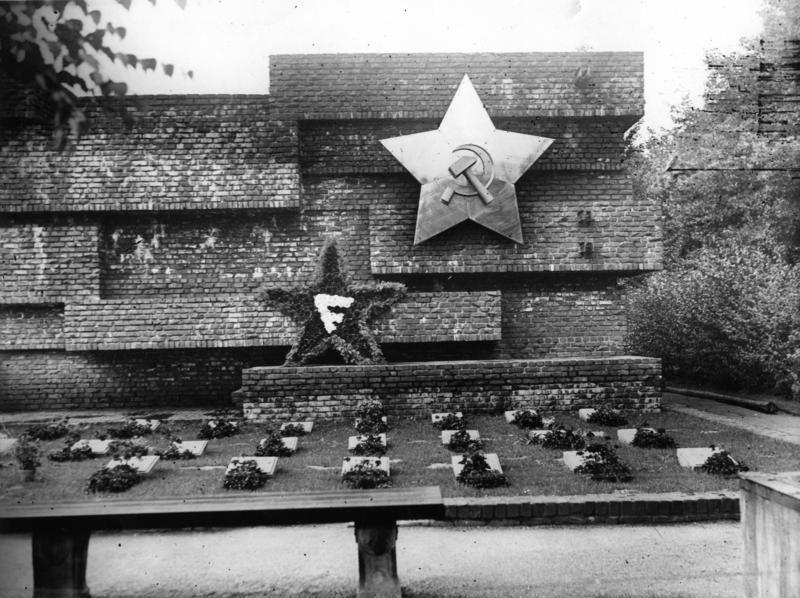
Revolutionsdenkmal mit den Gräbern Karl Liebknechts und Rosa Luxemburgs, 1926

Als Mörder von Karl Liebknecht anzusehen sind die Offiziere Horst von Pflugk-Harttung, Heinrich Stiege, Ulrich von Ritgen und Rudolf Liepmann. Darüber hinaus beteiligt waren die Offiziere Heinz von Pflugk-Harttung, Bruno Schulze und der Soldat Clemens Friedrich.
Ein ziviler Mordprozess gegen die Mörder Liebknechts und Luxemburgs fand nicht statt, eine Untersuchung zu den Hintergründen wurde nicht eingeleitet. Erst nachdem die KPD durch eigene Ermittlungen unter Leitung von Leo Jogiches die Aufenthaltsorte einiger Täter kundgegeben hatte, eröffnete die GKSD gegen sie ein Kriegsgerichtsverfahren. Der Ankläger Kriegsgerichtsrat Paul Jorns vertuschte in den Untersuchungen die Morde, und in der Hauptverhandlung wurden nur Runge und Horst von Pflugk-Harttung zu geringen Gefängnisstrafen verurteilt, die die Verurteilten nicht antreten mussten. Bei der Berufungsverhandlung sprach ein preußisches Kriegsgericht sie frei. Das Urteil trug die Unterschrift Noskes. Dieser veranlasste auch die Einstellung des folgenden Revisionsverfahrens. Von den Nationalsozialisten erhielten die Täter später Haftentschädigungen.
Pabst wurde weder verfolgt noch angeklagt. Runge, schon 1925 und 1931 von Arbeitern erkannt und verprügelt, wurde im Mai 1945 von Mitgliedern der KPD in Berlin aufgespürt und auf Anweisung des Oberstaatsanwalts Max Berger der sowjetischen Kommandantur in der Prenzlauer Allee übergeben. Dort wurde Runge vermutlich erschossen.

## Politische Theorie und Marxismus
Liebknecht setzte sich während seines gesamten politischen Wirkens mit Fragen der politischen Theorie und Praxis auseinander, wie die 1891 beginnende Entstehungsgeschichte seiner postum veröffentlichten „Studien über die Bewegungsgesetze der gesellschaftlichen Entwicklung“ zeigt. Da er vorwiegend agitatorisch tätig war, hatte er sich in der Öffentlichkeit nur selten zur politischen Theorie geäußert und sich kaum an den theoriebezogenen Auseinandersetzungen innerhalb der SPD (Imperialismusdebatte usw.) beteiligt. Muße und Ruhe für seine Studien fand er nur während seiner Gefängnisaufenthalte. Mit seinen philosophisch ausgerichteten „Studien“ bestehend aus den Teilen „Grundbegriffe und Einteilung“, „Zusammenhänge und Gesetze“ und „Einzelne Kulturerscheinungen“ wollte er die Theorie des wissenschaftlichen Sozialismus von Marx mit einer mehr konstitutiv-konstruktiven Theorie revidieren und weiterentwickeln.
Seiner Meinung nach hatte Marx seine Theorie allzu sehr auf die Epoche des Kapitalismus beschränkt und daher die Komplexität der gesellschaftlichen Entwicklung nicht erfassen können. Er hielt die philosophischen und ökonomischen Grundlagen von Marx für falsch, da sie sich auf die materialistische Geschichtsauffassung beschränkten. Erst durch das geistig-psychische Wesen der wirtschaftlichen Verhältnisse wäre ein Bezug zur menschlichen Entwicklung möglich, durch das allein sie soziale Erscheinungen seien. Er lehnte die Werttheorie ab, weil seiner Ansicht nach die Arbeitskraft über ihren eigenen Wert keinen Mehrwert als Produkt einer ökonomischen Urzeugung schaffen könnte. Der Wert der Güter, also auch der Arbeitskraft, werde vielmehr durch die durchschnittlichen gesellschaftlichen Produktionsbedingungen bestimmt. Für ihn war die Ausbeutung ein reines Verteilungs- und kein Produktionsproblem, wie Marx behauptet hatte. Der Wert sei keine kapitalistisch-gesellschaftliche Tatsache, weil er schon vor und nach der kapitalistischen Entwicklung existierte. Sein System würde besser zeigen, dass die Ausbeutung des Proletariats durch die Vergewaltigung und Benachteiligung bei der Verteilung des gesellschaftlichen Gesamtprodukts stattfinden würde.
Sein universaler Ansatz gründete – anders als bei Marx – auf naturphilosophischen Vorstellungen. Er sah die menschliche Gesellschaft als einheitlichen Organismus, der einem Höherentwicklungstrieb folgt, mit dem Ziel eines neuen, allumfassenden Humanismus. Für ihn war die Geschichte der Menschheit nicht von Klassenkämpfen, sondern von Kämpfen um die Verteilung der sozialen und politischen Funktionen innerhalb einer Gesellschaft bestimmt. Sie war kein dialektischer Prozess, sondern ein von objektiven und subjektiven Faktoren bestimmter evolutionärer Vorgang. Objektive Faktoren wären die allmähliche Angleichung der verschiedenen Interessensgruppen einer Gesellschaft, weil sie durch die Einsicht in Wesen und Bedürfnisse der Gesellschaft – die sich immer mehr mit den individuellen decken würden – vorangetrieben würden. Subjektive Faktoren wären das bewusste politische Handeln von Politikern im Sinne einer Höherentwicklung. Die Höherentwicklung würde durch die soziale Bewegung des Proletariats, als Entstehungs- und Kampfform des neuen Humanismus angestoßen, weil alle anderen Gesellschaftsgruppen einen Teil ihrer Privilegien aufgeben müssten.
Der evolutionäre Prozess beinhaltete für Liebknecht neben Fortbildung auch kulturelle und gesellschaftliche Rückschläge. Die Revolution wäre nur ein besonders intensiver Abschnitt innerhalb des Evolutionsprozesses. Liebknechts utopisches und vages Ziel eines neuen Humanismus konnte während der Novemberrevolution keinerlei Anziehungskraft auf die Massen ausüben.
Für Klaus Gietinger war Liebknecht kein Marxist. Für ihn sei nicht ganz klar, auf welche Weise Liebknecht Marx überhaupt rezipiert hat, also ob er ihn selbst gelesen hat oder über Sekundärmeinungen zur Kenntnis nahm. Liebknechts Fragment gebliebene Schrift bezeichnet Gietinger als einen „Anti-Marx“.

## Ehrungen

### Liebknecht-Luxemburg-Gedenkfeier
An den jährlichen Liebknecht-Luxemburg-Gedenkfeiern anlässlich des Jahrestages der Ermordung von Rosa Luxemburg und Karl Liebknecht am zweiten Sonntag im Januar in Berlin nimmt heute ein breites Spektrum linksgerichteter Gruppen, Parteien und Einzelpersonen teil.

### Berliner Denkmal

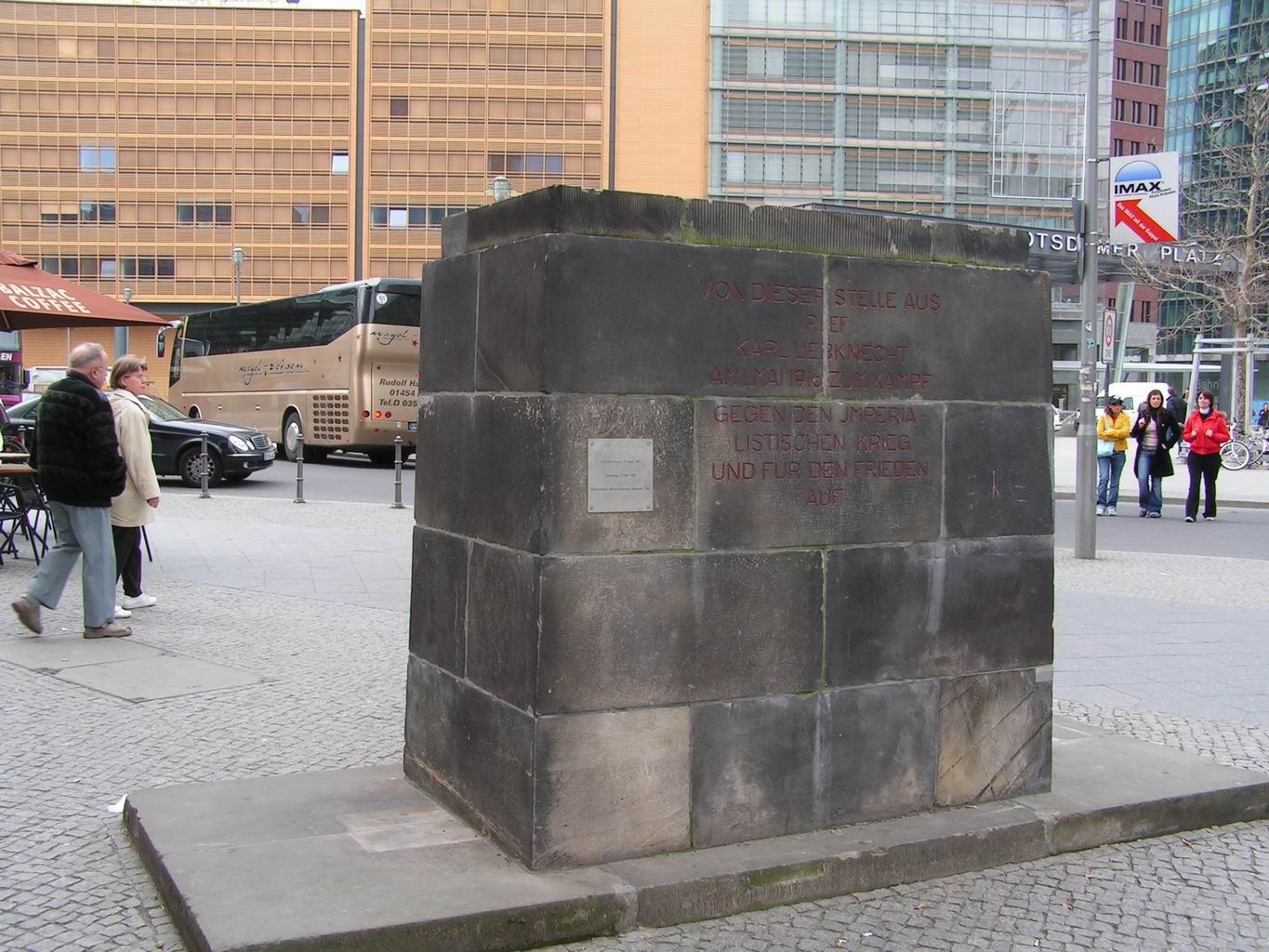
Denkmalssockel

Am Ort der Antikriegsdemonstration von 1916 enthüllte Friedrich Ebert junior, Oberbürgermeister von Groß-Berlin (Ost) und Mitglied des Politbüros der SED, am 13. August 1951 den Grundstein eines Denkmals für Karl Liebknecht. Anlass war dessen 80. Geburtstag. Die Ehrung fand im Rahmen der III. Weltfestspiele der Jugend und Studenten statt und war Teil einer Kampagne gegen die Wiederbewaffnung der Bundesrepublik Deutschland. Doch das Denkmal auf dem Potsdamer Platz wurde in den nächsten zehn Jahren nicht fertiggestellt.
Am 13. August 1961 begann die Abriegelung der Sektorengrenze nach West-Berlin. Nach dem Ausbau der Sperranlagen stand der Denkmalssockel bis 1990 im Grenzstreifen an der vorderen Mauer. Als mit der deutschen Einheit vom 3. Oktober 1990 die Planung für die Neuanlage des Potsdamer Platzes begann, wurde der Denkmalssockel 1995 abgeräumt und eingelagert. Im Jahr 2002 setzte sich die Bezirksverordnetenversammlung des Berliner Bezirks Mitte für die Wiederaufstellung des Sockels ein – als Dokument der Stadtgeschichte und des Umgangs mit den sozialistischen und antimilitaristischen Traditionen in Deutschland.

### Luckauer Denkmal

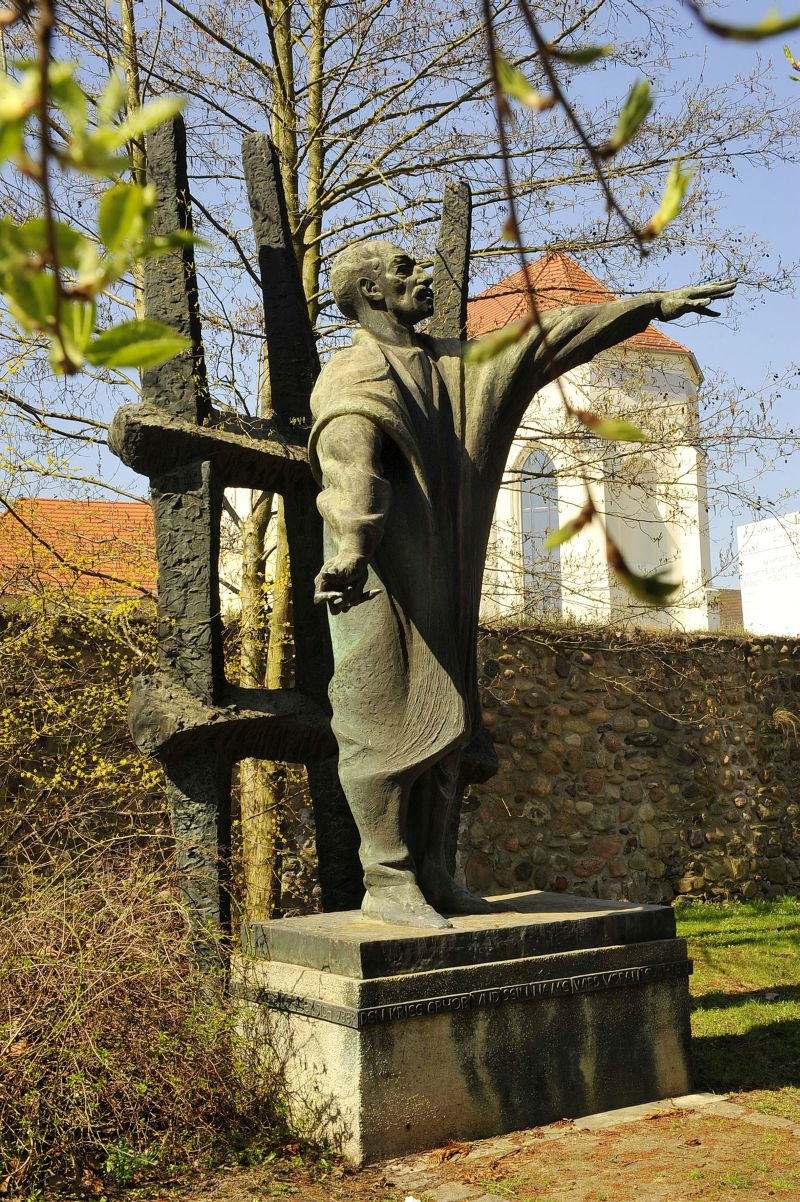
Karl-Liebknecht-Denkmal von Theo Balden in Luckau (April 2010)

Anlässlich des 50. Todestages von Karl Liebknecht wurde 1969 in Luckau (Niederlausitz) ein von Theo Balden geschaffenes Karl-Liebknecht-Denkmal eingeweiht. Die überlebensgroße Statue entstand im Auftrag des Ministeriums für Kultur der DDR. Einer der lokalen Hauptinitiatoren für die Errichtung des Denkmals war Siegfried Kühnast, der damalige Direktor der Luckauer Erweiterten Oberschule, die den Namen Karl Liebknechts trug.
Der Künstler war der Meinung, dass der beste Standort der Bronzeplastik an der Stadtmauer vor dem ehemaligen Zuchthaus, in dem Liebknecht eingekerkert war, sei. Auf Initiative der Auftraggeber wurde das Ehrenmal jedoch nach Rücksprache mit Theo Balden auf dem Marktplatz aufgestellt. Nach der deutschen Wiedervereinigung kam die Plastik 1992 schließlich an die Stelle, die der Künstler ursprünglich dafür vorgesehen hatte.

### Weitere Denkmale

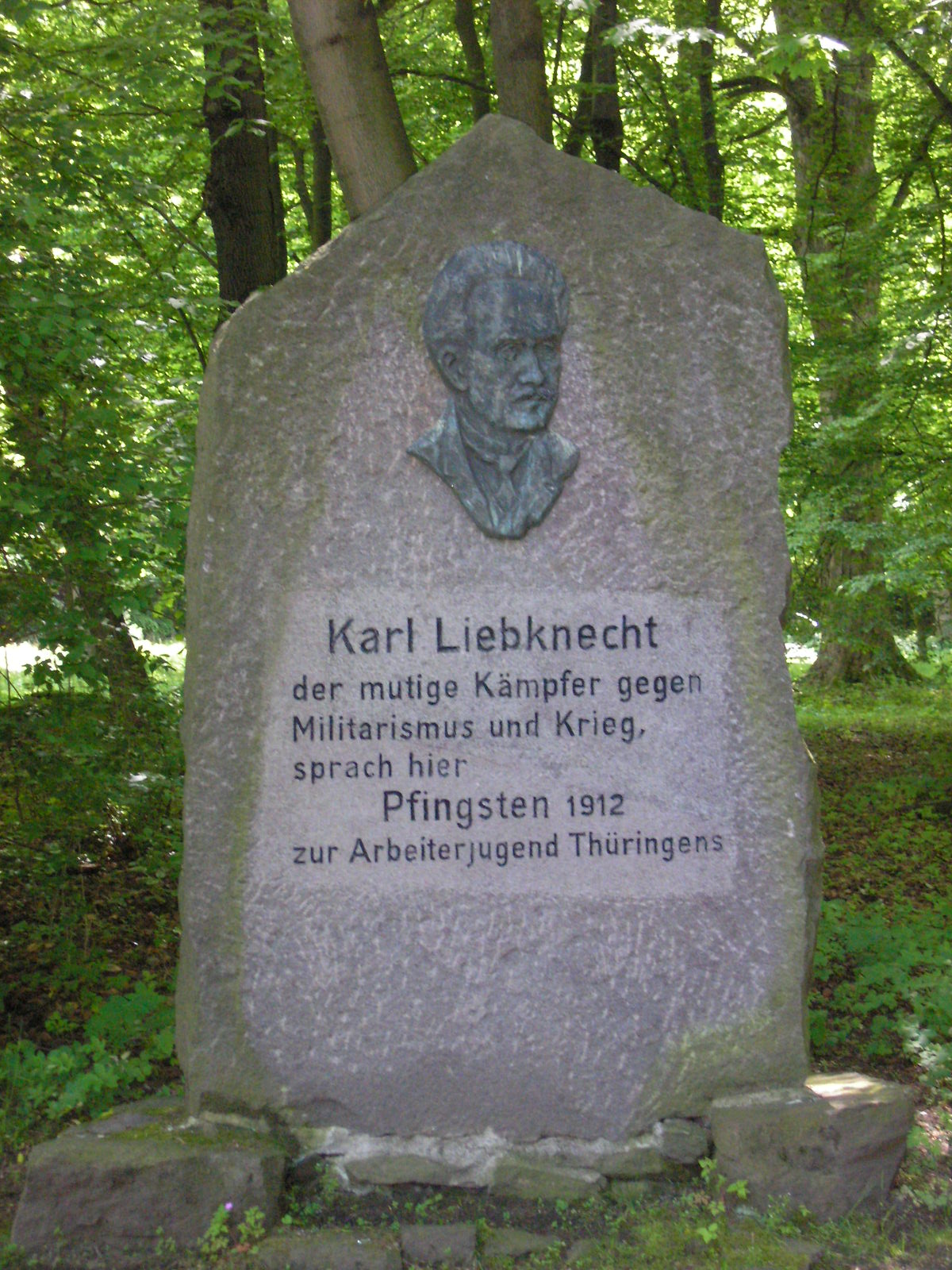
1912 sprach Liebknecht in Ilmenau, woran heute ein Denkmal erinnert
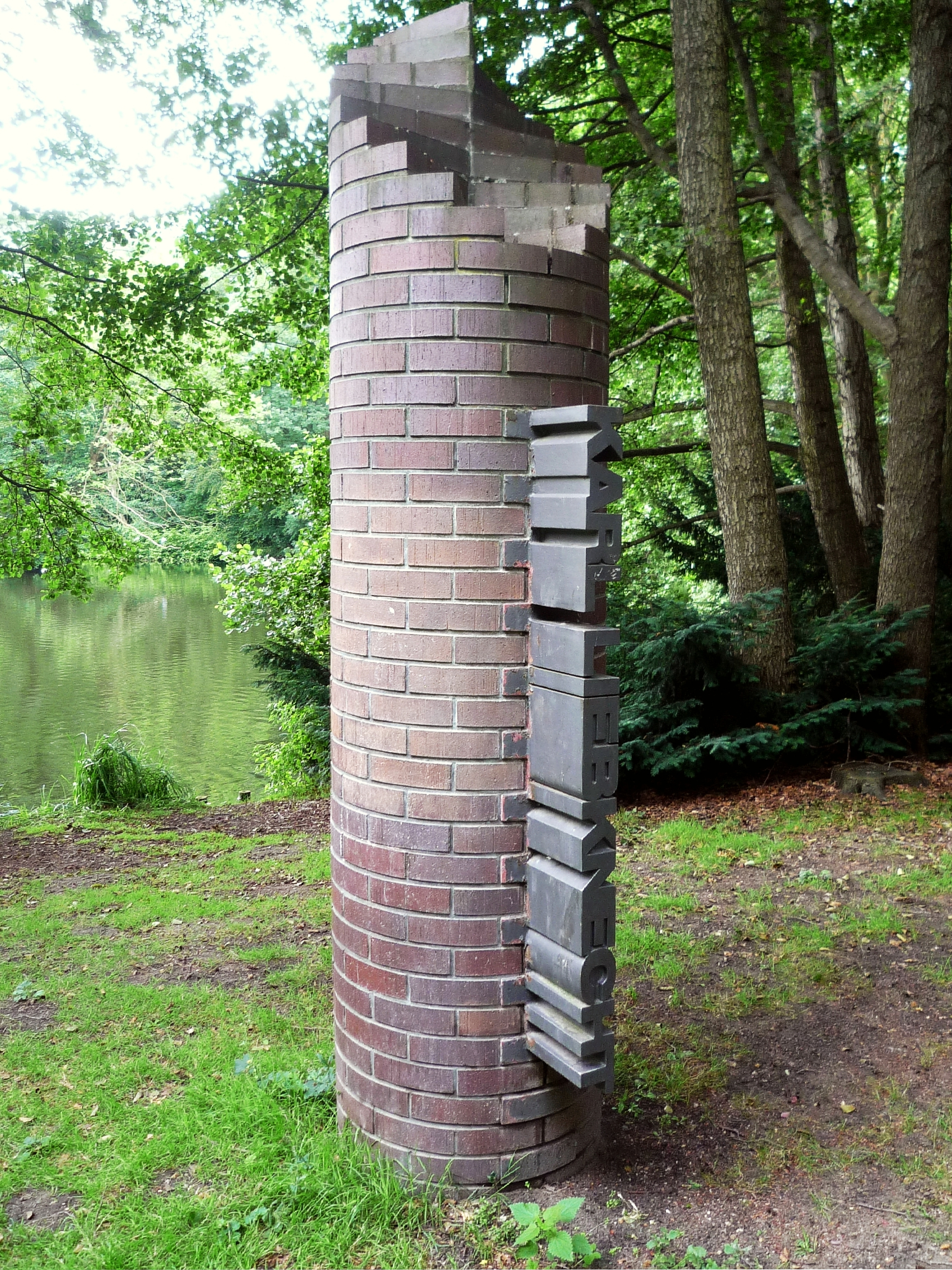
Stele zum Gedenken an die Ermordung Karl Liebknechts am Neuen See im Berliner Tiergarten
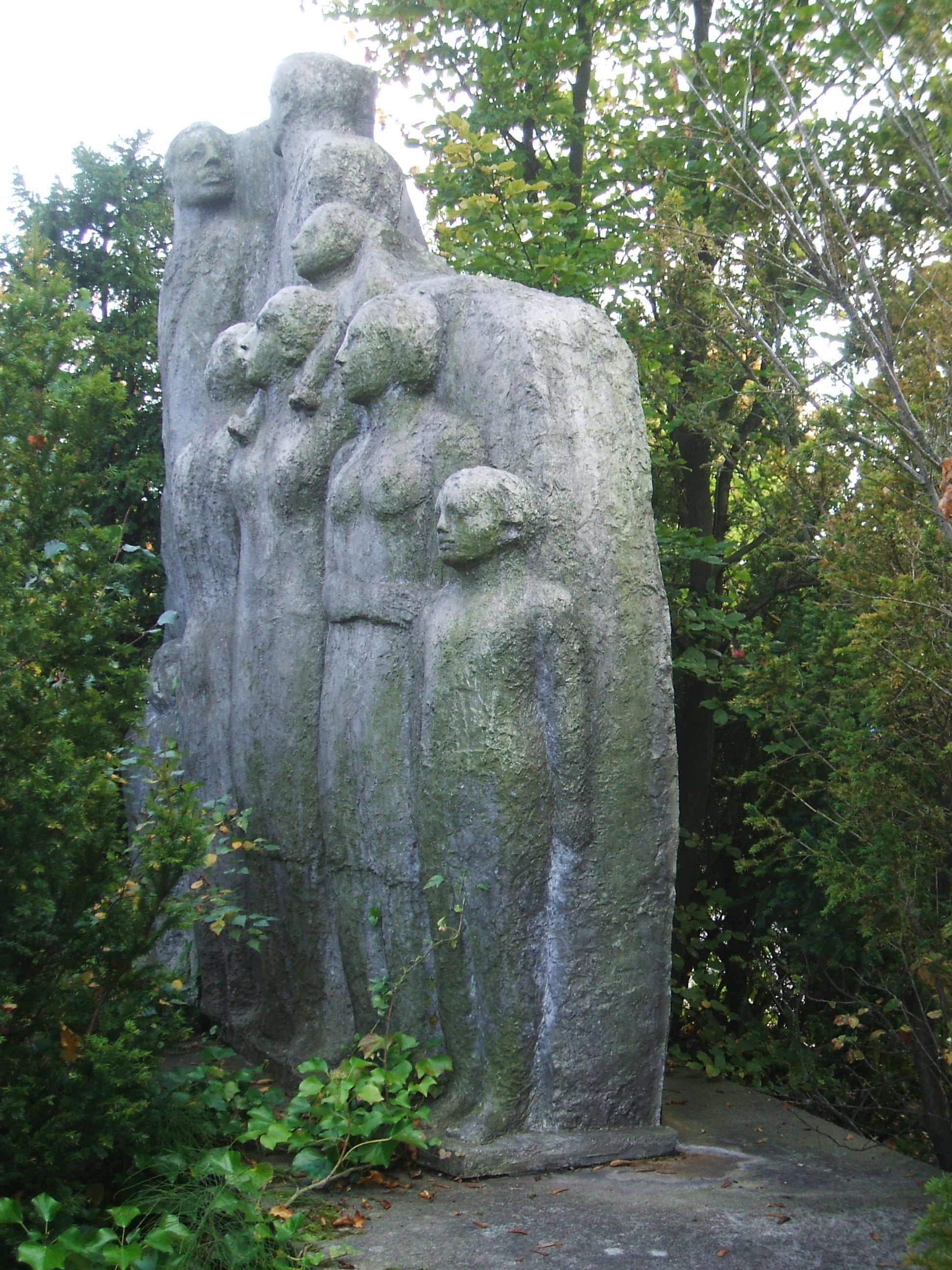
Karl-Liebknecht-Denkmal in Stralsund
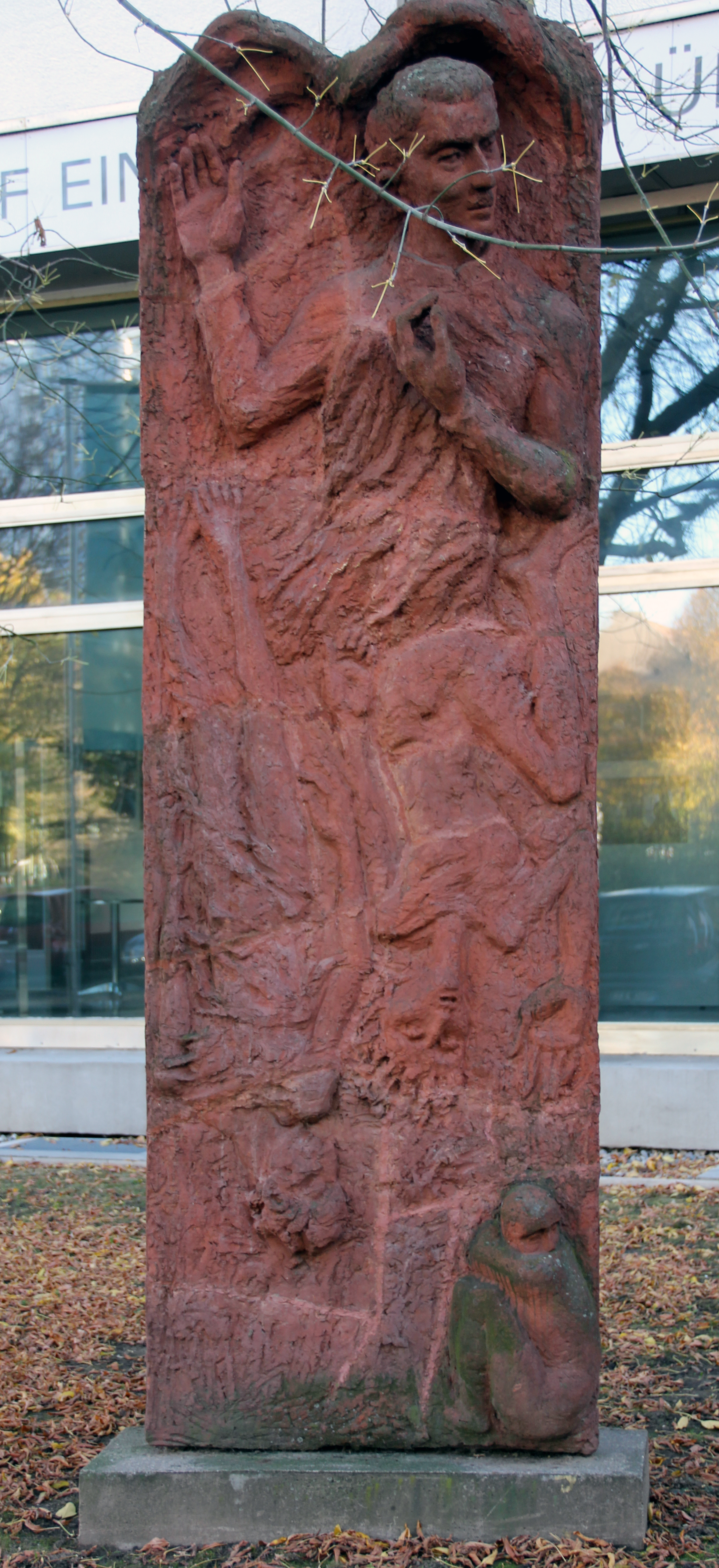
Skulptur (1996), Berlin-Friedrichshain
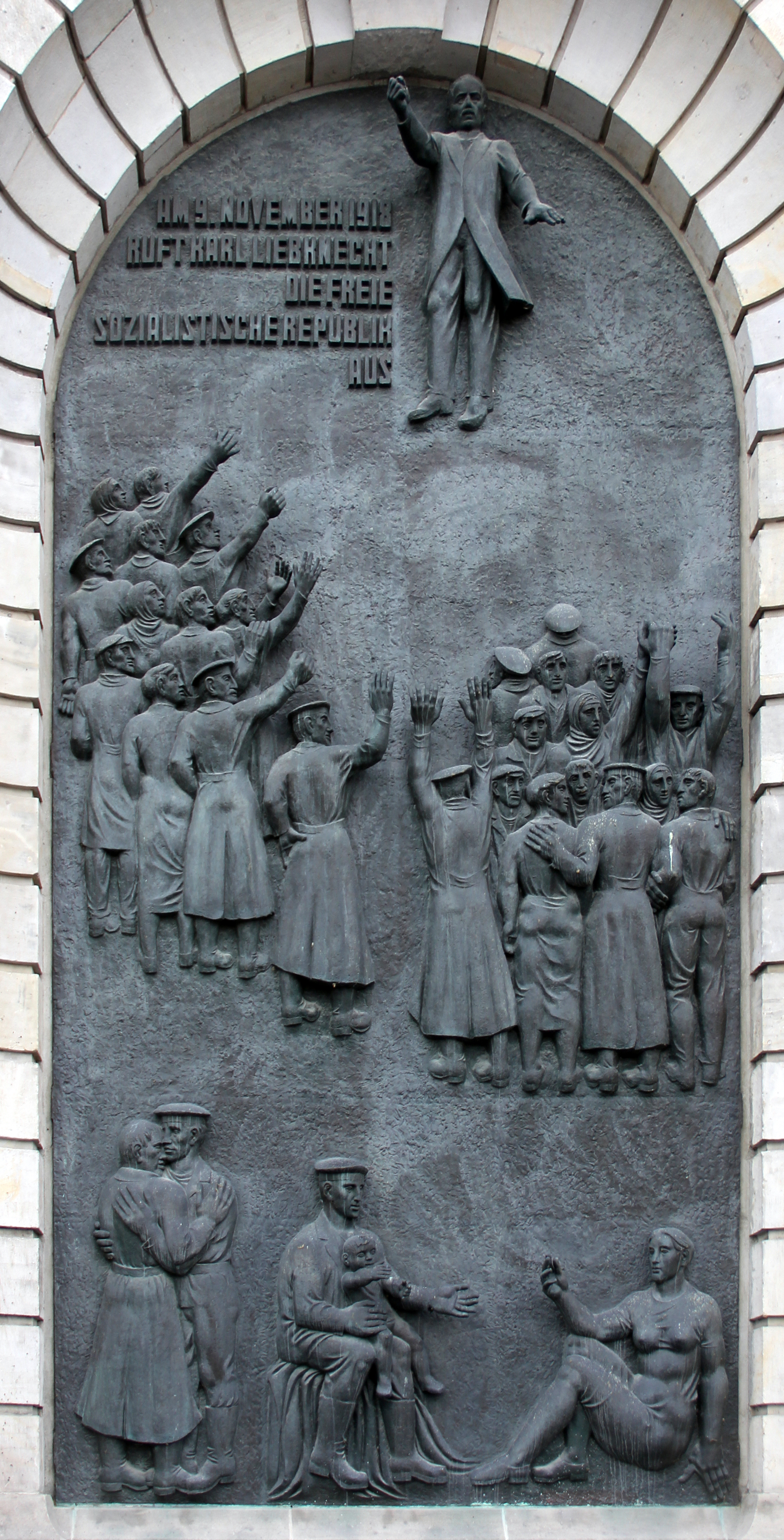
Relief (1984), Berlin-Mitte

### Weitere Darstellungen Liebknechts in der bildenden Kunst
- Walter Arnold: Karl Liebknecht (1957, Porträtbüste, Bronze)[76]
- Josef Duchon (1929–2016): Karl Liebknecht (1960; Lithografie)[77]
- Ruthild Hahne: Karl Liebknecht (Porträtbüste, Bronze; Stadtgeschichtliches Museum Leipzig)[78]
- Will Lammert: Karl Liebknecht (um 1958, Statuette, Bronze)[79]
- Gustav Wunderwald: Lebendige, Porträt des Karl Liebknecht (1919, Holzschnitt)[80]

### Sonstige Würdigungen

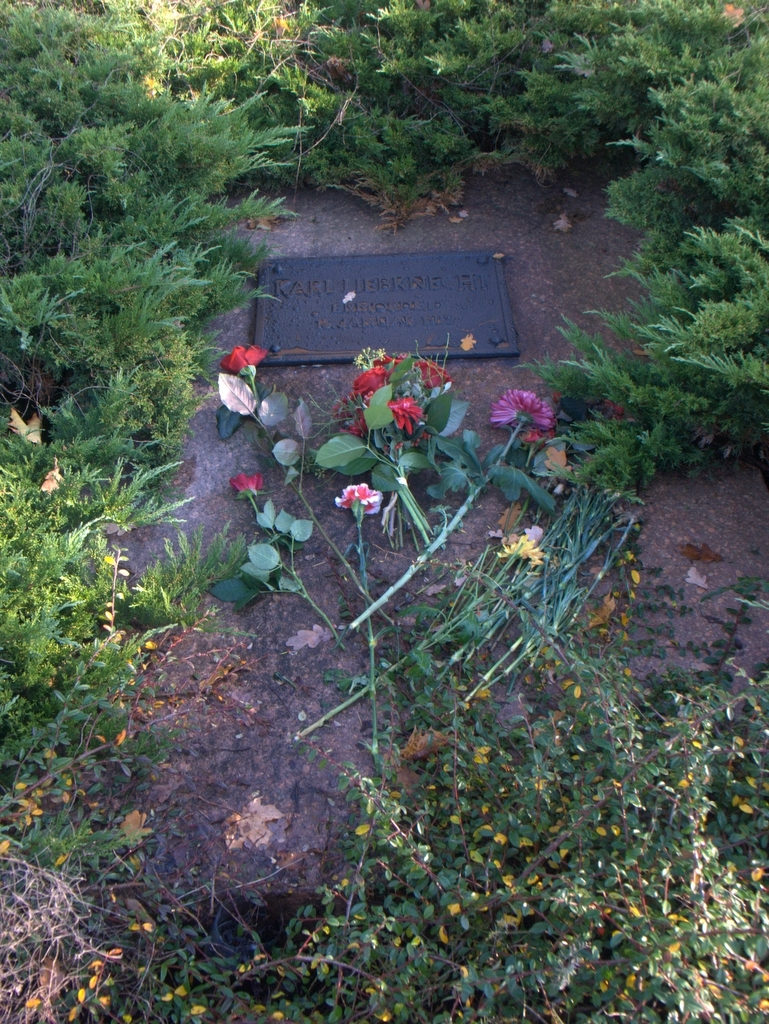
Symbolisches Grab Karl Liebknechts in der Gedenkstätte der Sozialisten in Berlin, aufgenommen 2005

In der Sowjetunion gab es eine Karl-Liebknecht-Schule in Moskau, eine Schule für deutsche Emigrantenkinder. Das russische Kriegsschiff Karl Liebknecht trug seinen Namen, ebenso mehrere Orte in Russland und in der Ukraine, darunter von 1924 bis 1991 Karlo-Libknechtiwsk, das heutige Soledar, und Libknechtiwka (siehe auch imeni Karla Libknechta).
In der DDR wurde Liebknecht als „Vordenker des Sozialismus“ geehrt. Dies führte zur Errichtung zahlreicher Denkmale ihm zu Ehren sowie zur Benennung von Straßen und Schulen nach ihm. Teilweise wurden diese nach der Wiedervereinigung Deutschlands 1990 wieder umbenannt, teilweise blieben ihre Namen bestehen.
Nach Karl Liebknecht wurden außerdem benannt:
- das Schwermaschinenbau-Kombinat Karl Liebknecht in Magdeburg
- der VEB Steinkohlenwerk Karl Liebknecht in Lugau (Erzgebirge)
- das Karl-Liebknecht-Stadion im Potsdamer Stadtteil Babelsberg, Heimstadion des SV Babelsberg 03 und der 1. FFC Turbine Potsdam
- das Karl-Liebknecht-Haus in Berlin-Mitte, in dem sich auch die Bundesgeschäftsstelle der Partei Die Linke befindet
- das Karl-Liebknecht-Gymnasium in Frankfurt (Oder)
- die Karl-Liebknecht-Schule in Barth
- die Karl-Liebknecht-Schule in Leverkusen, eine Bildungsstätte der DKP
- die Liebknecht-Kette, ein Gebirgszug im antarktischen Königin-Maud-Land
- die Offiziershochschule der Volksmarine „Karl Liebknecht“ in Stralsund
- der Liebknechthof nach ihm und seinem Vater in Wien

Sophie Liebknecht und Karl Liebknechts Söhne erhielten in der DDR ein Ehrengrab in der Grabanlage Pergolenweg des Berliner Zentralfriedhofs Friedrichsfelde.
Anlässlich des Gedenkens an den Beginn des Ersten Weltkriegs vor 100 Jahren forderte die Partei Die Linke im Sommer 2014 eine Gedenktafel für Liebknecht am Reichstagsgebäude.

## Werke
- Kompensationsvollzug und Compensationsvorbringen nach gemeinem Rechte. Dissertation. R. Heydeck, Paderborn 1897 (Digitalisat).
- Militarismus und Antimilitarismus. Unter besonderer Berücksichtigung der internationalen Jugendbewegung. Leipziger Buchdruckerei, Leipzig 1907 (Digitalisat; Digitalisat 2. verm. Aufl. 1908).
- Die Wahlrechtsfrage in der Kriegszeit. Rede zum Etat des Ministeriums des Innern im preußischen Landtag am 2. März 1915. Hermann Müller, Berlin 1915.
- Das Zuchthausurteil gegen Karl Liebknecht. Wörtliche Wiedergabe der Prozeßakten, Urteile und Eingaben Liebknechts. Frankes Verlag, Leipzig 1919 (Digitalisat).
- Karl Liebknecht. Briefe aus dem Felde. Aus der Untersuchungshaft und aus dem Zuchthaus. Verlag der Wochenschrift „Die Aktion“ (Franz Pfemfert), Berlin-Wilmersdorf 1920 (Digitalisat).
- Studien über die Bewegungsgesetze der gesellschaftlichen Entwicklung. Postum herausgegeben von Rudolf Manasse. Kurt Wolff Verlag, München 1922 (Digitalisat).
- Gesammelte Reden und Schriften. 9 Bände. Dietz-Verlag, Berlin 1958–1968.
- Spartacus spricht. Kampfdokumente der Spartakusgruppe aus der Zeit des ersten Weltkriegs. Dietz Verlag, Berlin 1961.
- Gedanke und Tat. Schriften, Reden, Briefe zur Theorie und Praxis der Politik. Herausgegeben und eingeleitet von Ossip K. Flechtheim. Ullstein, Frankfurt a. M., Berlin, Wien 1976.
- Gedanken über Kunst. Schriften. Reden. Briefe. Verlag der Kunst, Dresden 1988 (Fundus-Reihe 116/117).
- Lebt wohl, Ihr lieben Kerlchen. Briefe an seine Kinder. Hrsg. von Annelies Laschitza und Elke Keller. Aufbau-Taschenbuch-Verlag, Berlin 1992, ISBN 978-3-7466-0172-4.
- Die Bewegungsgesetze der gesellschaftlichen Entwicklung. Fragment, hrsg. von  Thomas Schulze, Lang Verlag, Bern u. a. 1995, ISBN 978-3-906755-26-7.
- Karl Liebknecht oder: Nieder mit dem Krieg, nieder mit der Regierung! Hrsg. von Klaus Gietinger, Dietz Verlag, Berlin 2021, ISBN 978-3-320-02387-4.

## Filme
- 1965: Solange Leben in mir ist. Regie: Günter Reisch. Premiere 10. September 1965[85]
- 1969: Der Fall Liebknecht-Luxemburg. Regie: Dieter Ertel und Gustav Strübel (Dokumentarspiel in zwei Teilen, das die Hintergründe der Morde an Liebknecht und Luxemburg thematisiert. Für die Dokumentation wurden Überlebende von 1919 interviewt. Auch Waldemar Pabst, der den Geheimbefehl zur Erschießung gegeben hatte, ließ sich für den Film auf ein Interview ein).
- 1972: Trotz alledem! Regie: Günter Reisch. Premiere am 13. Januar 1972[86]
- 2010: Karl Liebknecht – Der Märtyrer der Revolution. MDR Fernsehen 17. Oktober 2010, 20:15 Uhr